# 2. Januar
Der 2. Januar (auch 2. Jänner) ist der 2. Tag des gregorianischen Kalenders, somit bleiben 363 Tage (in Schaltjahren 364 Tage) bis zum Jahresende.

## Ereignisse

### Politik und Weltgeschehen

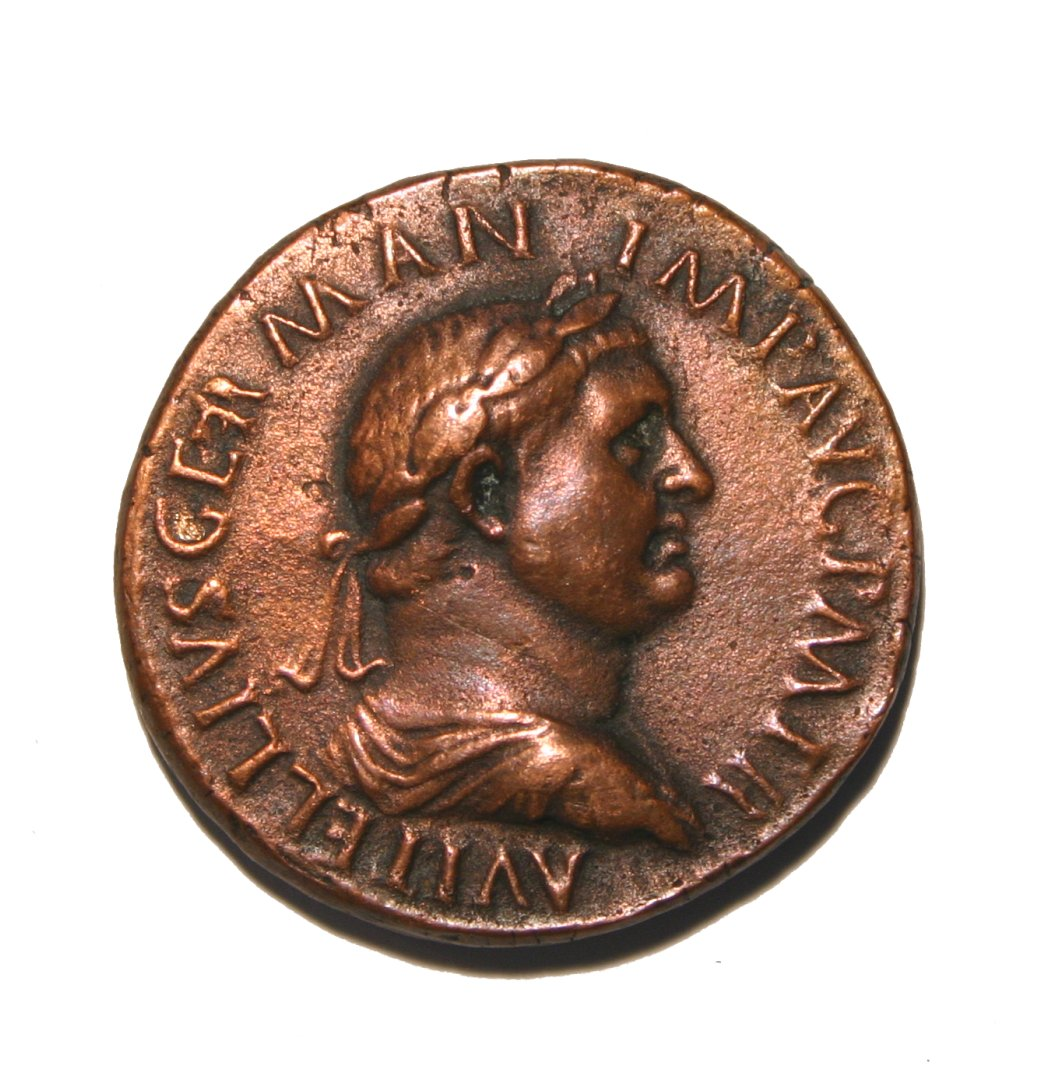
69: Vitellius

- 0069: Im Vierkaiserjahr lässt sich Aulus Vitellius in Colonia Claudia Ara Agrippinensium von seinen Legionen zum Kaiser ausrufen, obwohl in Rom bereits Galba regiert.
- 1200: Im Frieden von Perónne einigen sich der französische König Philipp II. und Graf Balduin IX. von Flandern über streitige Besitzansprüche im Artois.
- 1452: Herzog Wartislaw IX. von Pommern-Wolgast gesteht den Städten Stralsund, Greifswald, Demmin und Anklam im Goldenen Privileg weitreichende Privilegien und Freiheiten zu.

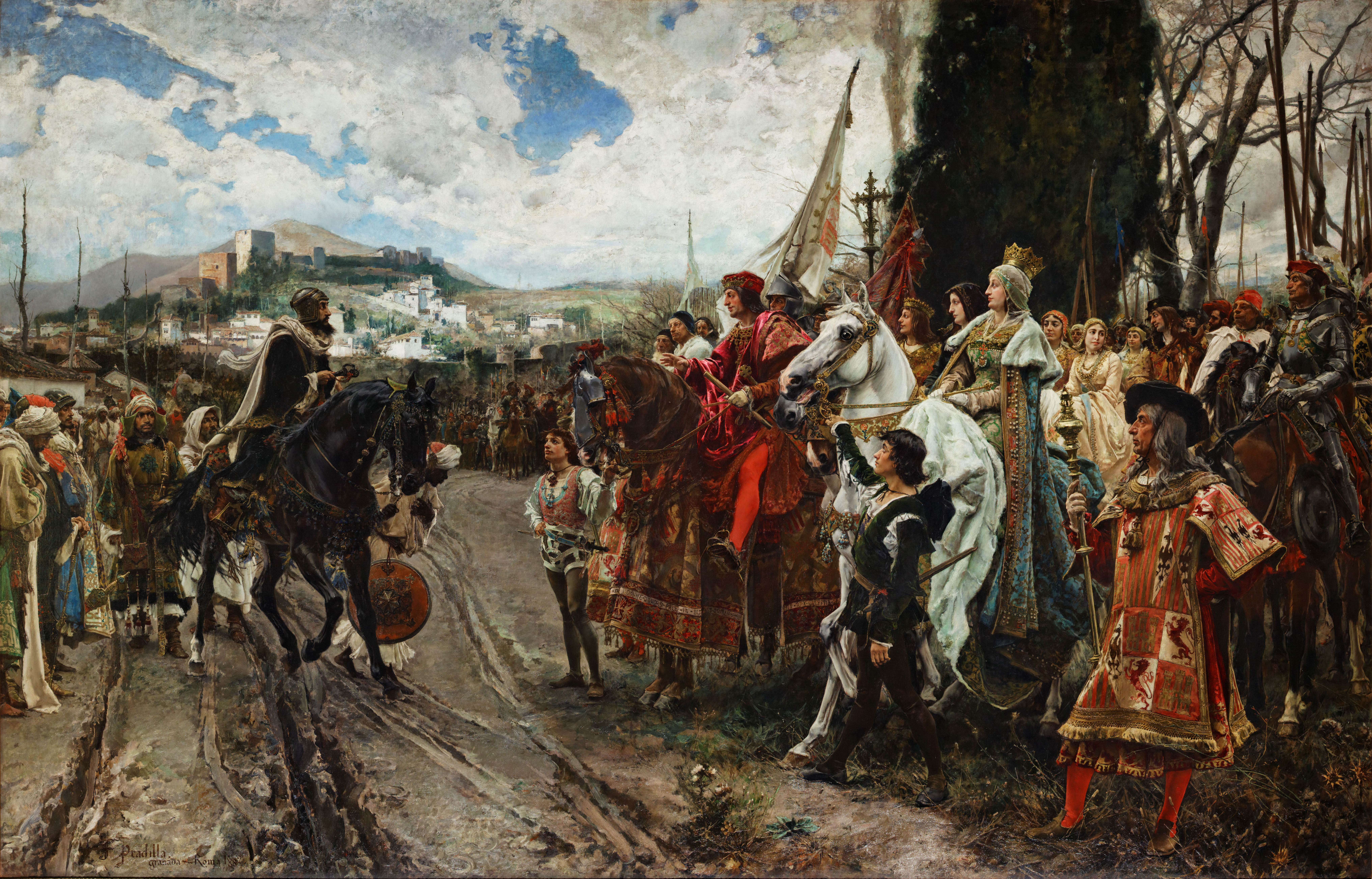
1492: Übergabe Granadas an Ferdinand und Isabella

- 1492: Mit der Kapitulation des letzten Emirs von Granada, Boabdil, vor dem Heer der Katholischen Könige Ferdinand von Aragón und Isabella von Kastilien endet die maurische Herrschaft auf der Iberischen Halbinsel endgültig und die Reconquista ist beendet.
- 1547: Unter der Führung Fiescos bricht ein Aufstand gegen die Herrschaft des Dogen Andrea Doria in Genua aus. Die Verschwörung scheitert und Fiesco selbst stirbt, als er in schwerer Rüstung in das Hafenbecken fällt und ertrinkt.
- 1584: Im Truchsessischen Krieg erleidet die protestantische Seite in der Schlacht an der Agger eine Niederlage. Ein Hinterhalt spanisch-bayerischer Truppen führt zu großen Verlusten bei den Verbündeten des zum protestantischen Glauben konvertierten Kölner Kurfürsten Gebhard I. von Waldburg.

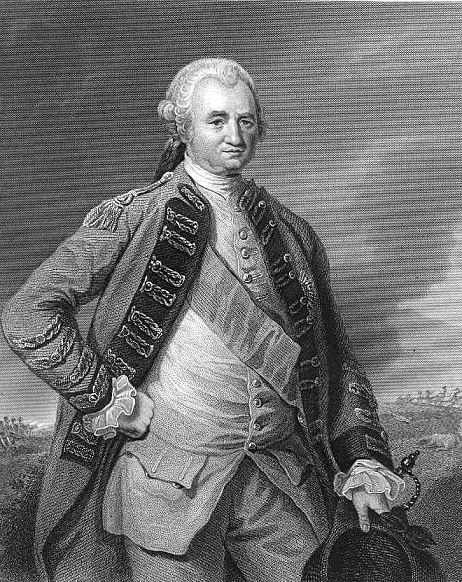
1757: Robert Clive

- 1757: Britische Truppen unter Robert Clive, 1. Baron Clive erobern im Siebenjährigen Krieg das erst am 19. Juni des Vorjahres an den örtlichen Mogul verloren gegangene Calcutta in Indien für die Britische Ostindien-Kompanie zurück.
- 1776: In Österreich wird von Kaiserin Maria Theresia die Folter abgeschafft.
- 1777: Während des Amerikanischen Unabhängigkeitskrieges kommt es zur unentschiedenen Schlacht am Assunpink Creek.
- 1788: Georgia ratifiziert als 4. US-Bundesstaat die Verfassung der Vereinigten Staaten.
- 1819: Die Allgemeine Preußische Staatszeitung erscheint erstmals und veröffentlicht 126 Jahre lang als staatliche Zeitung von Preußen und ab 1871 als Deutscher Reichsanzeiger auch amtliche und nicht-amtliche Nachrichten des Deutschen Reiches.
- 1820: In Preußen wird das Turnen wegen der politischen Ziele der Turnbewegung Friedrich Ludwig Jahns als staatsgefährdend verboten.
- 1825: Das Münchner Nationaltheater wird nach einem Brand wiedereröffnet.
- 1833: Ein britisches Kriegsschiff kommt in Puerto Louis auf den Falklandinseln an. Der Kapitän fordert die argentinische Inselbesatzung zum Abzug auf, was drei Tage später geschieht.
- 1861: Wilhelm I. wird nach dem Tod seines Bruders Friedrich Wilhelm IV. König von Preußen.
- 1863: In der Schlacht am Stones River während des Amerikanischen Bürgerkrieges, die am 31. Dezember des Vorjahres begonnen hat, siegen die Unionstruppen unter William Starke Rosecrans.
- 1871: Der von der Cortes gewählte Herrscher Amadeus I. aus dem Haus Savoyen wird nach seinem Eintreffen in Madrid zum spanischen König proklamiert.

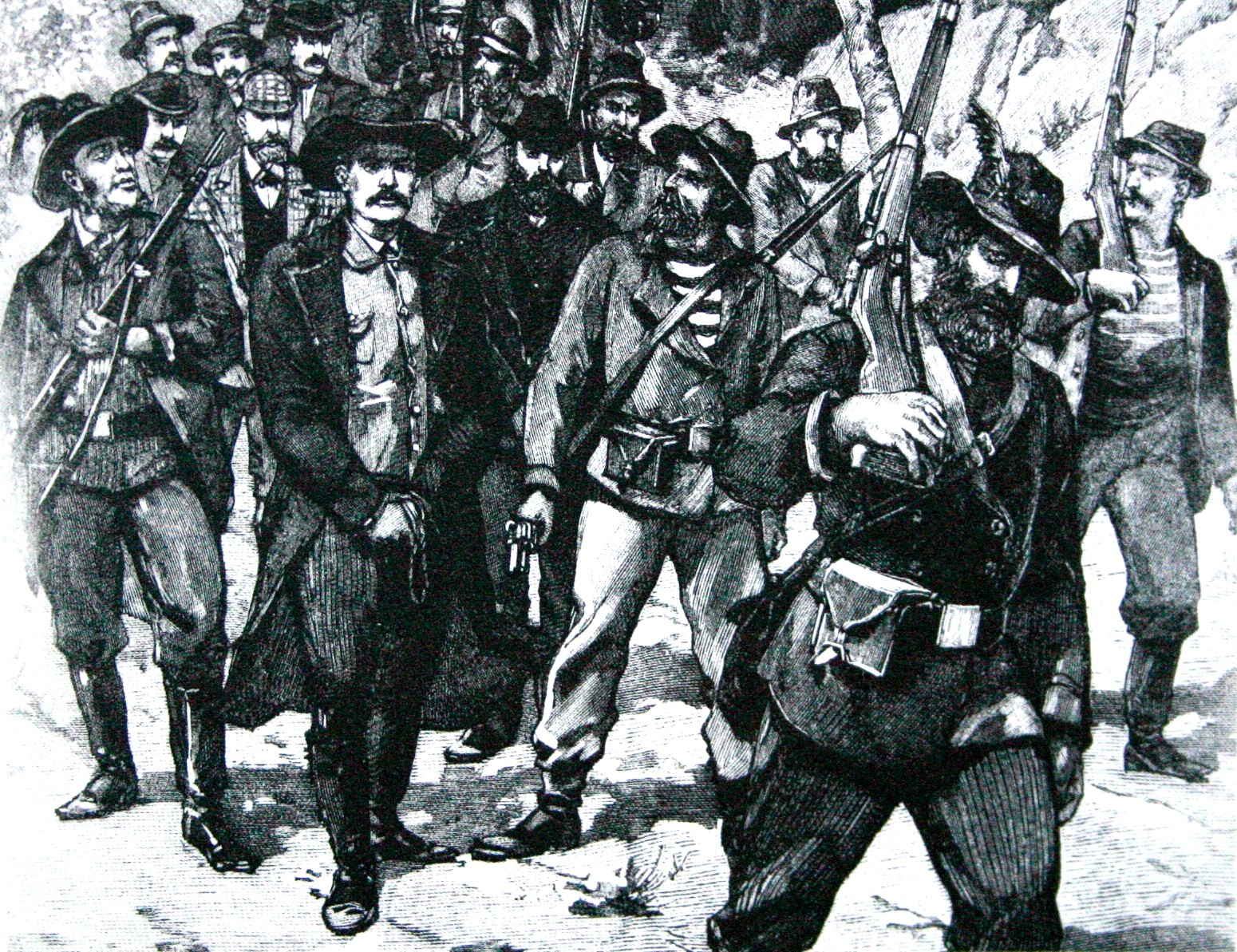
1896: Gefangennahme Jamesons

- 1896: Der Jameson Raid, ein Einfall britischer Truppen unter Leander Jameson in das Gebiet der Südafrikanischen Republik, endet nach Gegenwehr der Buren in einem Fehlschlag.
- 1905: Die russische Festung Port Arthur kapituliert nach monatelanger Belagerung durch japanische Truppen im Russisch-Japanischen Krieg.
- 1918: Während des Ersten Weltkrieges streiken hunderttausende Rüstungsarbeiter in Österreich-Ungarn; der Jännerstreik erfasst in den folgenden Wochen das ganze Land.
- 1933: Einen Tag nach Amtseinführung des nicaraguanischen Präsidenten Juan Bautista Sacasa verlassen nach 20-jähriger Okkupation die letzten Einheiten der US-Truppen Nicaragua.
- 1942: Im Zweiten Weltkrieg besetzen japanische Truppen Manila, die Hauptstadt der Philippinen.

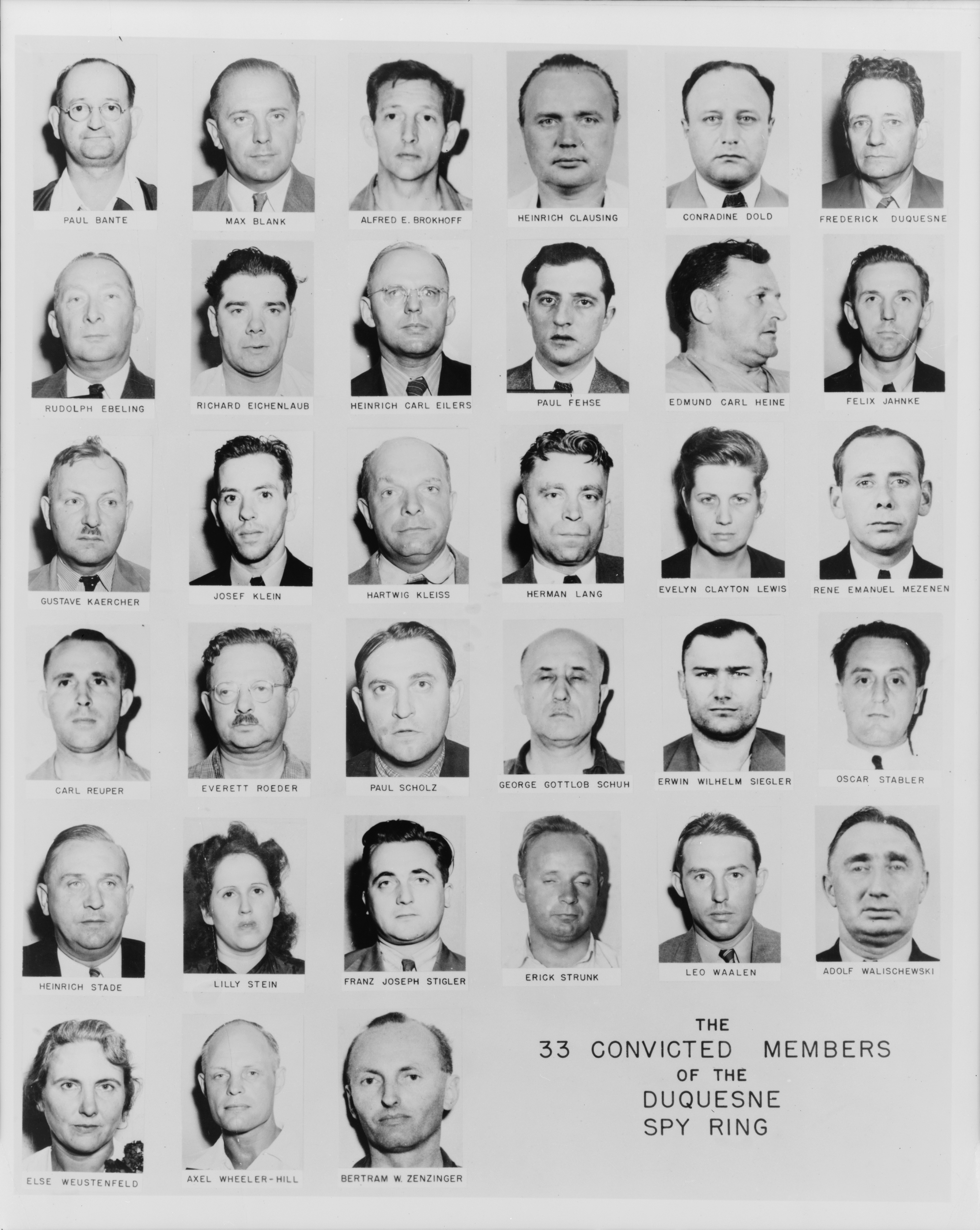
1942: Mitglieder des Duquesne-Spionagerings

- 1942: Der größte Spionagefall der US-Geschichte endet mit der Verurteilung von 33 deutschen Agenten des Duquesne-Spionagerings zu Gefängnisstrafen, die sich auf über 300 Jahre summieren.
- 1945: Nürnberg wird in einem alliierten Luftangriff im Zweiten Weltkrieg weitgehend zerstört. Vor allem die historisch wertvolle Altstadt wird praktisch dem Erdboden gleichgemacht.
- 1955: In Panama-Stadt stirbt Panamas Präsident José Antonio Remón Cantera bei einem auf ihn verübten Attentat, das in der Folge unaufgeklärt bleibt.
- 1956: Mit rund 1.000 Freiwilligen werden in Deutschland die ersten drei Standorte der neu aufgebauten Bundeswehr in Betrieb genommen.
- 1968: Scheich Mohammed Abdullah, ehemaliger Regierungschef des Kaschmir, wird von der indischen Regierung freigelassen.
- 1982: Husni Mubarak legt das Amt des ägyptischen Ministerpräsidenten nieder und übt nur noch das Amt des Staatspräsidenten aus. Sein Nachfolger als Ministerpräsident wird Ahmad Fuad Muhi ad-Din.

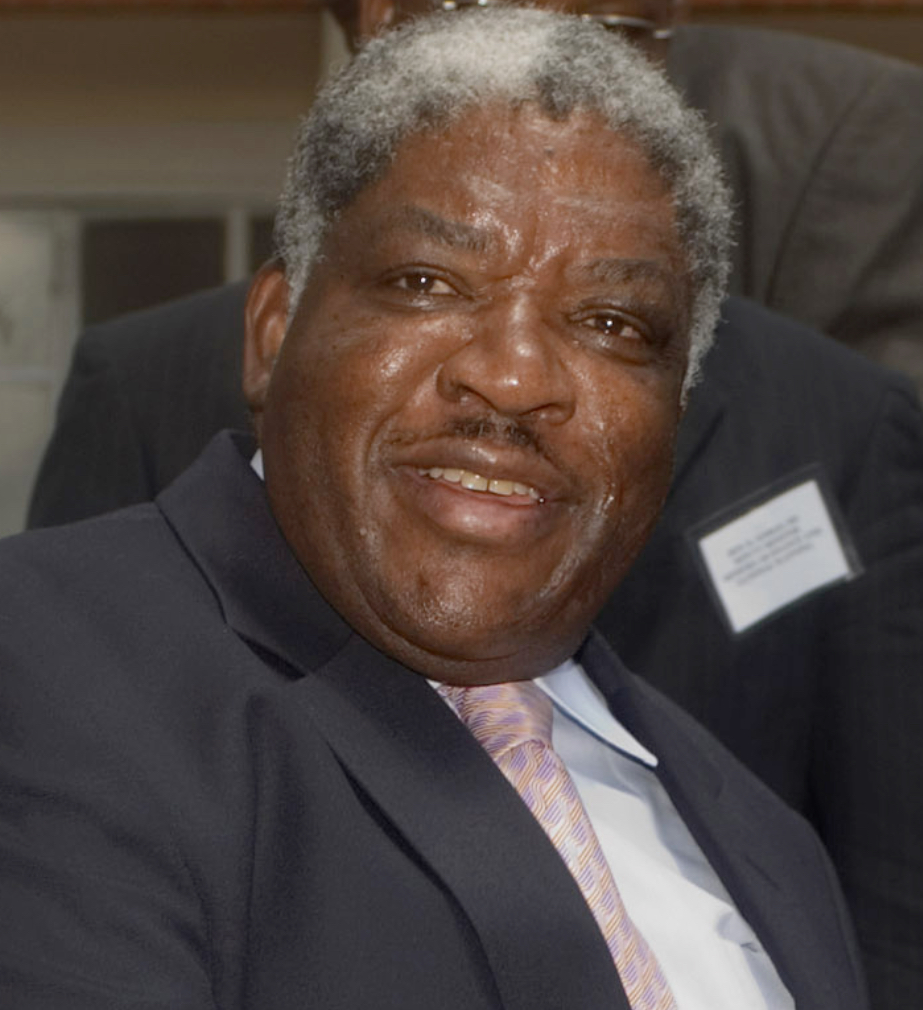
2002: Levy Mwanawasa

- 2002: In einer von EU-Beobachtern als chaotisch und nicht ganz fair bezeichneten Wahl wird Levy Mwanawasa zum Staatspräsidenten von Sambia gewählt.

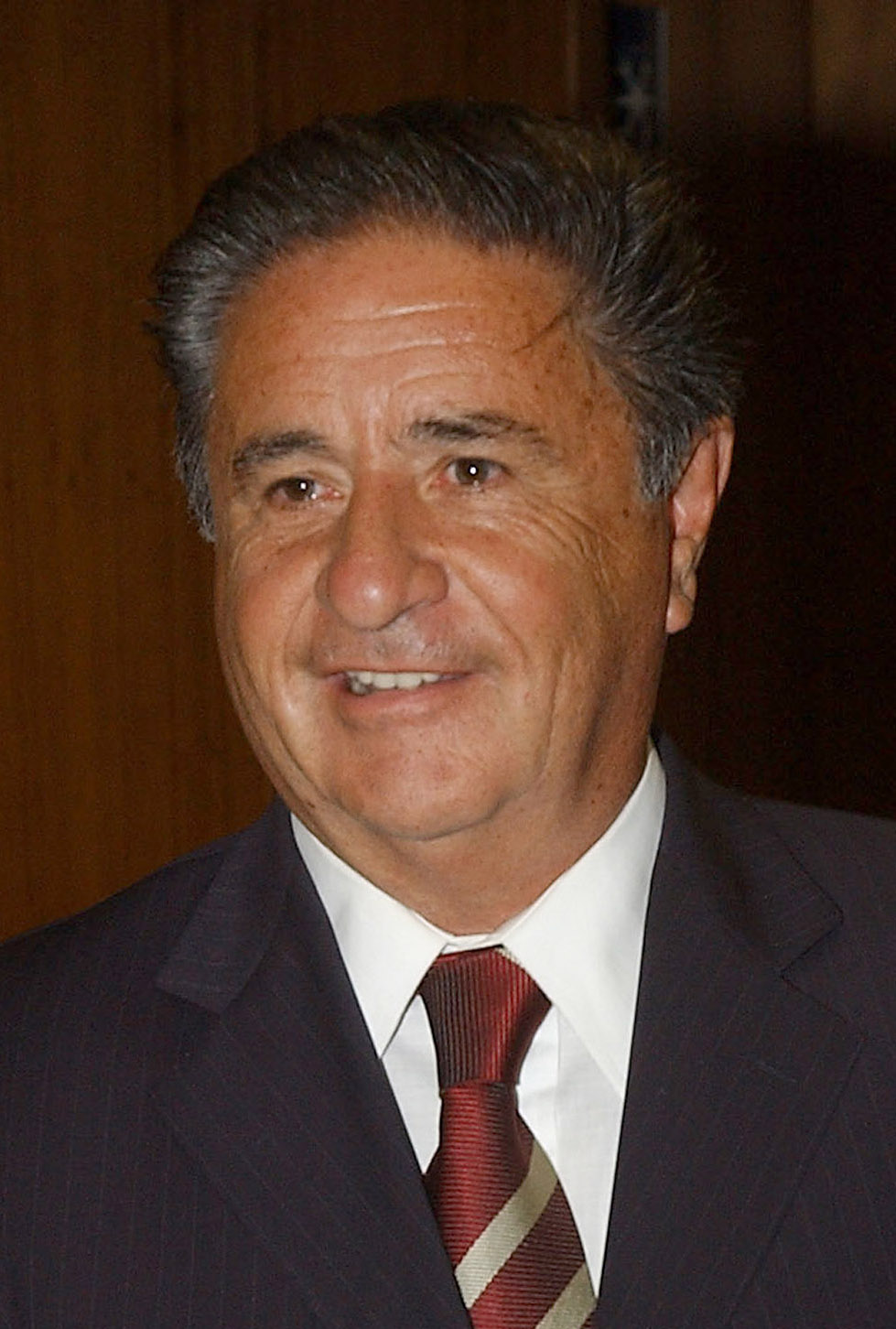
2002: Eduardo Duhalde

- 2002: Eduardo Duhalde tritt sein Amt als Staatspräsident von Argentinien an. Er ist das fünfte Staatsoberhaupt innerhalb von nur 13 Tagen.

### Wirtschaft
- 1733: Die französische Zeitung Courrier d’Avignon wird erstmals herausgegeben.
- 1882: John D. Rockefeller vereinigt das Firmengeflecht der Standard Oil Company zum Standard Oil Trust.
- 1900: In Wien erscheint die erste Ausgabe der Kronen Zeitung. Herausgeber der neuen Tagesgazette ist Gustav Davis.
- 1909: In Berlin führt die Deutsche Reichspost den bargeldlosen Zahlungsverkehr mittels Postschecks ein.
- 1914: In Schweden tritt eine Verordnung in Kraft, nach der Einwohner nur noch zwölf Liter Spirituosen pro Vierteljahr kaufen dürfen.
- 1939: Der Postsparkassendienst wird im gesamten Deutschen Reich eingeführt. Es kann nun an allen Postämtern eingezahlt werden.
- 1958: In Berlin beginnt das Bundeskartellamt mit seiner Arbeit.
- 1978: Erstmals werden die Tagesthemen in der ARD gesendet. Sie ersetzen die Spätausgabe der Tagesschau.
- 1978: Das ZDF strahlt die erste Ausgabe des heute-journals aus.
- 1984: Der Privatsender RTL plus nimmt seinen Sendebetrieb von Luxemburg aus auf.
- 2001: Die Volvo-Gruppe erwirbt die Nutzfahrzeugsparte von Renault. Es entsteht Europas größter Nutzfahrzeughersteller.
- 2007: Das Amtsgericht München eröffnet das Insolvenzverfahren über den Handy-Hersteller BenQ Mobile, der seinen Betrieb weitgehend eingestellt hat.
- 2008: Der Ölpreis übersteigt im Handel zum ersten Mal zeitweise die Marke von 100 US-Dollar pro Barrel.

### Wissenschaft und Technik
- 1860: Der Astronom und Mathematiker Urbain Le Verrier vertritt in einer Vorlesung in Paris die begründete Meinung, dass es einen von ihm Vulkan genannten Planeten innerhalb der Merkur-Bahn geben müsse. Es beginnt daraufhin dessen Suche durch Astronomen.
- 1901: Sigmund Freud publiziert seine Arbeit Zur Psychopathologie des Alltagslebens.
- 1905: Der Astronom Charles Dillon Perrine entdeckt den Jupitermond Elara.
- 1918: Reinhard Maack erklimmt als Forschungsreisender den Königstein im Brandbergmassiv, den höchsten Berg im heutigen Namibia.
- 1959: Die sowjetische Raumsonde Lunik 1 startet in Richtung Mond. Es handelt sich um die erste Sonde, die das Schwerefeld der Erde überwindet.
- 1968: Christiaan Barnard führt im Groote Schuur Hospital von Kapstadt, Südafrika, die zweite erfolgreiche Herztransplantation der Geschichte durch. Der Patient Philip Blaiberg lebt nach der Operation noch 19 Monate.

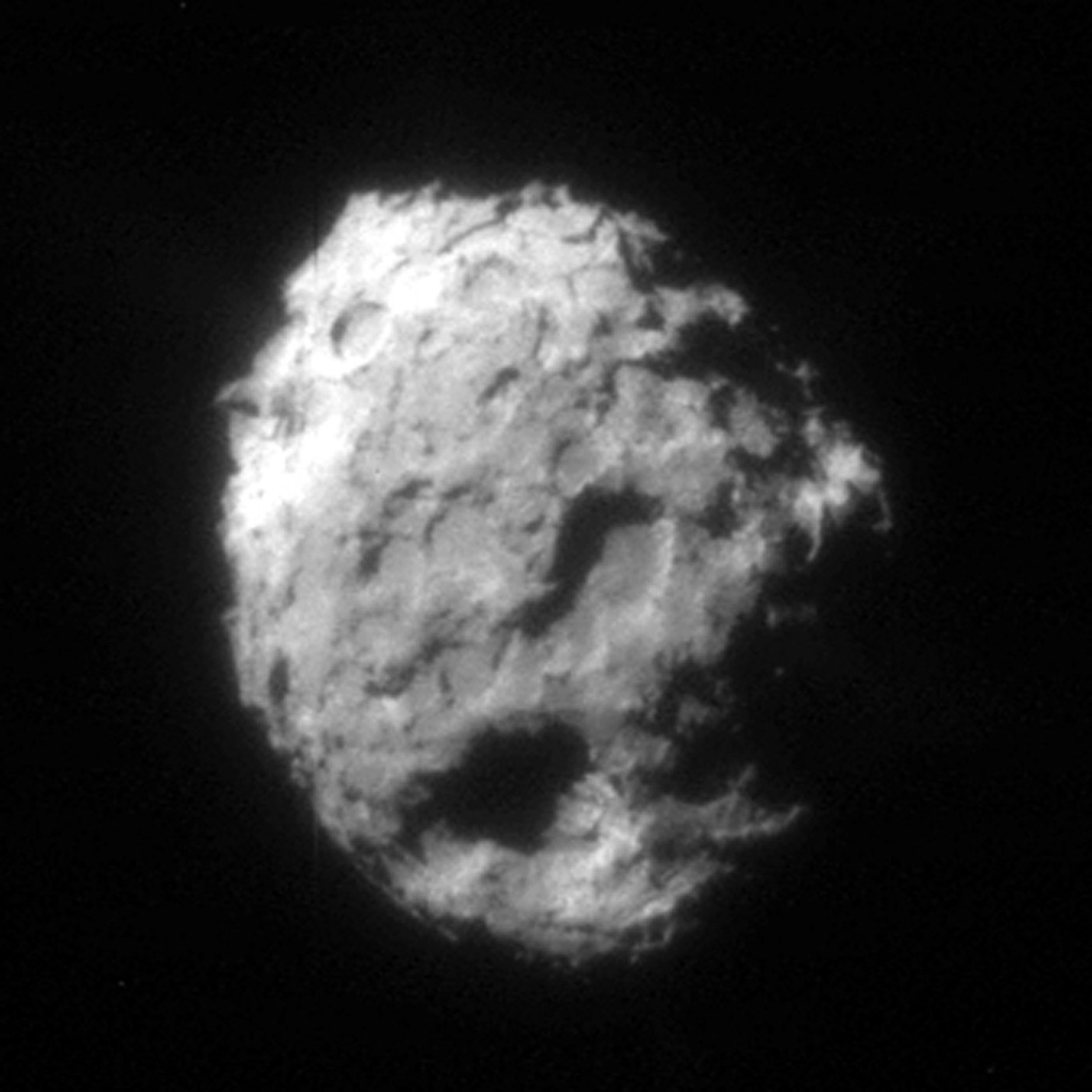
2004: Wild 2

- 2004: Die NASA-Sonde Stardust fängt das erste Mal Kometenstaub im All ein. Eingesammelte Teilchen des Kometen Wild 2 wurden am 15. Januar 2006 zur Erde gebracht.
- 2010: Der weltweit einmalige Mischbetrieb von konventioneller und automatischer U-Bahn in Nürnberg wird komplett auf automatischen Betrieb umgestellt.

### Kultur
- 1635: Die Académie française wird durch den französischen König Ludwig XIII. zu einer staatlichen Institution erhoben.
- 1678: Die Oper am Gänsemarkt in Hamburg wird mit der geistlichen Oper Adam und Eva von Johann Theile eingeweiht. Aus dem ersten und wichtigsten bürgerlich-städtischen Theater im deutschen Sprachraum entwickelt sich später die Hamburgische Staatsoper. Mit der Eröffnung geht der erste Hamburger Theaterstreit einher.
- 1716: Der Gründungserlass über die Spanische Nationalbibliothek wird verkündet. Sie hat nach Gründung durch König Philipp V. bereits im Jahr 1712 die Tätigkeiten aufgenommen.
- 1788: Der Ratgeber Über den Umgang mit Menschen von Adolph Knigge erscheint erstmals.
- 1793: Die Uraufführung des Gesamtwerks des Requiems von Wolfgang Amadeus Mozart findet im Saal der Restauration Jahn in Wien statt.

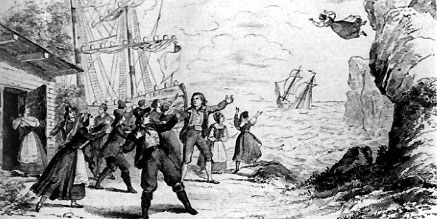
1843: Der Fliegende Holländer

- 1843: Die Oper Der fliegende Holländer von Richard Wagner wird in Dresden mit mäßigem Erfolg uraufgeführt. Bereits nach vier Aufführungen wird sie wieder vom Spielplan genommen.
- 1891: Im Bolschoi-Theater in Moskau erfolgt die Uraufführung der Oper Traum auf der Wolga (Son na Volge) von Anton Stepanowitsch Arenski.
- 1908: Die Uraufführung der Oper Ein Wintermärchen von Karl Goldmark findet an der Hofoper in Wien statt.
- 1936: In der Staatsoper Unter den Linden findet die Uraufführung der Operette Die große Sünderin von Eduard Künneke statt.
- 1955: Das Ratespiel Was bin ich? mit Robert Lembke wird erstmals im Deutschen Fernsehen ausgestrahlt.
- 1960: Das Pferd des Zeichentrick-Duos Äffle und Pferdle erscheint zum ersten Mal auf dem Fernsehsender SDR
- 1969: Die Beatles beginnen in den Twickenham Film Studios mit den Dreharbeiten für den Dokumentarfilm Let It Be.
- 1972: In der 18. Folge der Sendereihe Cartoon von Loriot werden erstmals sein Trickfilm Auf der Rennbahn und sein Sketch Der Astronaut gezeigt.
- 1976: In der Basilica di San Lorenzo in Florenz werden unbekannte Fresken freigelegt, die möglicherweise von Michelangelo stammen.
- 1981: Das gemeinsame Vormittagsprogramm von ARD und ZDF wird erstmals bundesweit ausgestrahlt.

### Gesellschaft
- 1954: In Indien werden die vier höchsten zivilen Verdienstorden Bharat Ratna, Padma Vibhushan, Padma Bhushan und Padma Shri eingeführt. Ihre Verleihung findet jährlich am 26. Januar, dem Tag der Republik, durch den Staatspräsidenten statt.
- 1958: Beim Kraftfahrt-Bundesamt in Flensburg-Mürwik wird das Verkehrszentralregister, die „Kartei für Verkehrssünder“, in Betrieb genommen.

### Religion
- 0533: Mercurius übernimmt als Papst Johannes II. die Amtsgeschäfte. Er ist das erste katholische Kirchenoberhaupt, das nach seiner Wahl einen neuen Namen verwendet, weil er nicht den Namen des römischen Gottes Mercurius als Papst tragen will.
- 1525: Im Rahmen der Memminger Reformation wird die Memminger Disputation ausgetragen, an deren Ende, abweichend von anderen Gesprächen, eine Einigung steht.
- 1817: Marcellin Champagnat gründet in Frankreich die Maristen-Schulbrüder mit dem Ziel der religiösen Bildung Jugendlicher.
- 1907: In Frankreich tritt das Gesetz über die Trennung von Religion und Staat in Kraft. Frankreich wird damit ein laizistischer Staat.

### Katastrophen
- 1921: Beim Untergang des spanischen Dampfschiffes Santa Isabel in der Ría de Arousa in Galicien kommen 213 Menschen ums Leben, 56 können gerettet werden.
- 1971: Im Glasgower Fußballstadion Ibrox Stadium kommt es zur zweiten Ibrox-Katastrophe. 66 Fußballfans sterben, als gegen Spielende des Derbys zwischen Celtic Glasgow und den Glasgow Rangers eine durch drängende Zuschauer brechende Absperrung zur Massenpanik führt.
- 2003: Die vom Öltanker Prestige verursachte Ölpest erreicht Frankreich.
- 2006: Beim Einsturz des Dachs der Eislaufhalle in Bad Reichenhall kommen 15 Menschen ums Leben, 34 werden zum Teil schwer verletzt.

Kleinere Unglücksfälle sind in den Unterartikeln von Katastrophe und in der Liste von Katastrophen aufgeführt.

### Natur und Umwelt
- 1868: Auf Teneriffa fällt bei La Orotava ein jahrhundertealter Drachenbaum durch einen Sturm um. Die Pflanze war eine berühmte Sehenswürdigkeit für Reisende.
- 1996: Auf der Halbinsel Kamtschatka kommt es zur einzigen historisch bekannten Eruption des Stratovulkans Akademija Nauk.

### Sport
- 1981: Im Dreiecksflug stellt der Deutsche Hans-Werner Grosse mit 1.306 km einen neuen Weltrekord im Segelfliegen auf.
- 2009: Dem Niederländer Raymond van Barneveld gelingt es als erstem Dartspieler, bei einer PDC-Weltmeisterschaft einen Neun-Darter zu werfen.

Einträge von Leichtathletik-Weltrekorden befinden sich unter der jeweiligen Disziplin unter Leichtathletik.

## Geboren

### Vor dem 18. Jahrhundert
- 0869: Yōzei, japanischer Kaiser
- 1338: Jean d’Outremeuse, Lütticher Kleriker und Chronist
- 1462: Piero di Cosimo, italienischer Maler und Zeichner
- 1493: Louis de Bourbon-Vendôme, Bischof von Laon, Kardinal und päpstlicher Legat in Savoyen
- 1509: Heinrich zu Stolberg, deutscher Regent
- 1521: Hermann tom Ring, deutscher Maler
- 1533: Johann Major, deutscher lutherischer Theologe, Humanist und Poet
- 1621: Kaspar Unternährer, Schweizer Bauernführer
- 1622: Peter Appelmann, schwedischer Amtshauptmann und Gutspächter
- 1629: Christian Scriver, deutscher Theologe und Kirchenliederdichter
- 1635: Wilhelmus à Brakel, niederländischer Prediger
- 1636: Ulrich Hipparchos von Promnitz, kurbrandenburgischer und kursächsischer Kabinettsminister
- 1642: Mehmed IV., Sultan des Osmanischen Reiches
- 1643: Rudolf Wilhelm von Stubenberg, ungarisch-österreichischer Barockdichter
- 1670: Octavio Broggio, böhmischer Architekt und Baumeister des Hochbarock
- 1670: Heinrich Pipping, deutscher lutherischer Theologe und Oberhofprediger in Dresden
- 1676: Jean-Baptiste Anet, französischer Violinist und Komponist

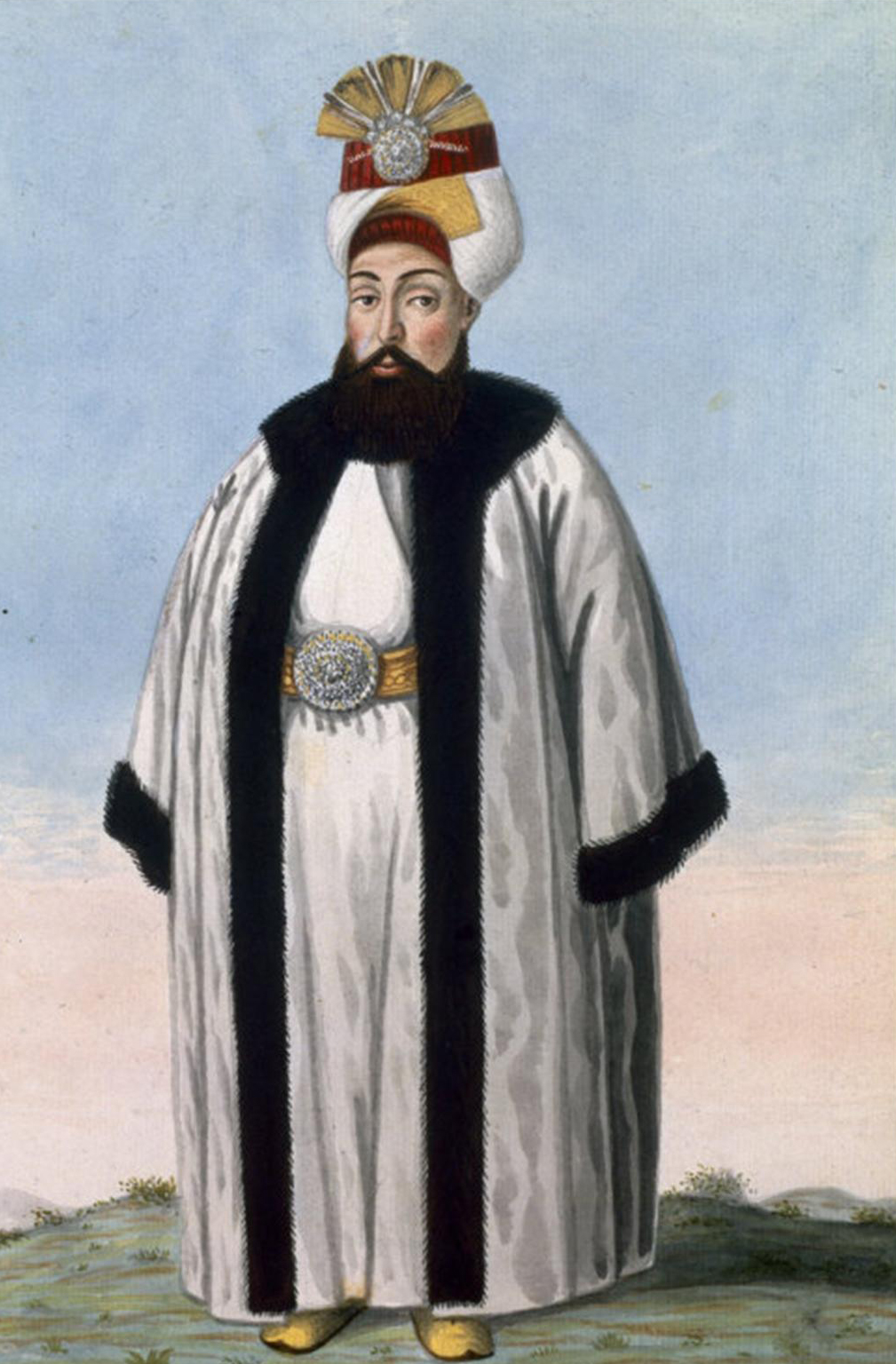
Osman III. (* 1699)

- 1699: Osman III., Sultan des Osmanischen Reiches
- 1700: Bernardus Estinghausen, deutscher Priester und Abt des Klosters Marienfeld

### 18. Jahrhundert

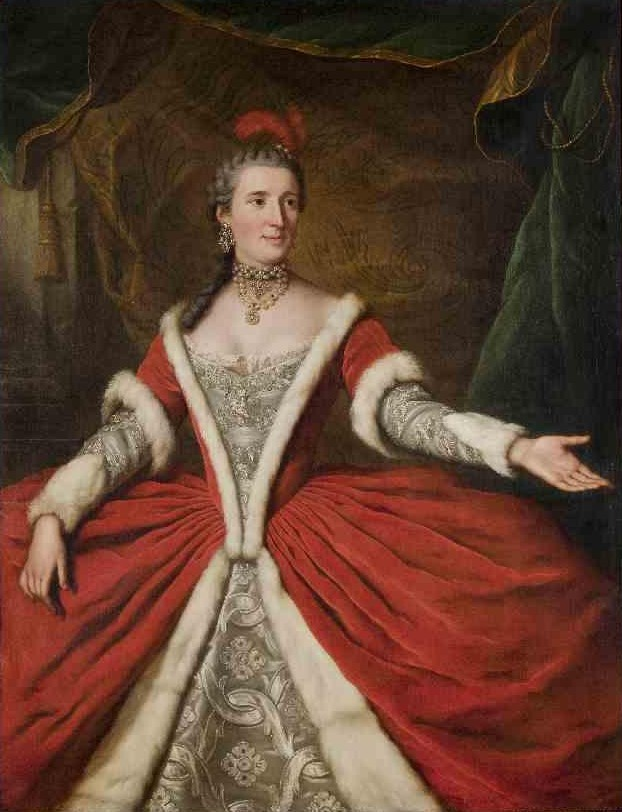
Marie Dumesnil (* 1713)

- 1713: Marie Dumesnil, französische Schauspielerin
- 1717: Michael Angstenberger, österreichischer Kirchenliedkomponist
- 1719: Friedrich Christoph von Saldern, preußischer General und Kriegstheoretiker
- 1720: José de Gálvez y Gallardo, spanischer Adliger und Beamter, Kolonialminister
- 1723: David Ruhnken, niederländischer Gelehrter
- 1727: James Wolfe, britischer General
- 1729: Johann Daniel Titius, preußischer Astronom, Physiker und Biologe
- 1732: František Xaver Brixi, tschechischer Komponist, Organist und Kapellmeister
- 1735: Paul Revere (Taufdatum), US-amerikanischer Offizier und Freiheitskämpfer
- 1736: Leopold von Clary und Aldringen, böhmisch-österreichischer Jurist und Politiker, Justizminister
- 1752: Philip Freneau, US-amerikanischer Dichter
- 1752: Charlotte Christine Wilhelmine von Gilsa, Äbtissin des Stiftes Wallenstein zu Homberg
- 1752: Jean Joseph Tranchot, französischer Geograph
- 1754: Jean Noël Hallé, französischer Arzt, Hygieniker und Epidemiologe
- 1760: Georg Ludwig Stecher, deutscher Jurist und Politiker
- 1761: August Heinrich Gruner, deutscher Lokalpolitiker und Mineraloge
- 1764: Genovefa Weber, deutsche Opernsängerin und Schauspielerin
- 1777: Christian Daniel Rauch, deutscher Bildhauer
- 1778: Friedrich August Gotthold, deutscher Pädagoge und Schuldirektor
- 1779: Gerhard Friederich, deutscher evangelisch-lutherischer Pfarrer und Schriftsteller
- 1783: Christoffer Wilhelm Eckersberg, dänischer Maler
- 1784: Ernst I., Herzog von Sachsen-Coburg-Saalfeld und preußischer General
- 1791: Emanuel Friedrich Zehender, Schweizer Schullehrer, Pomologe und Gutsbesitzer
- 1798: Désiré-Alexandre Batton, französischer Komponist
- 1800: Carl Friedrich Plattner, deutscher Hüttenkundler und Chemiker

### 19. Jahrhundert

#### 1801–1850
- 1801: Ferdinand Laeisz, deutscher Kaufmann und Reeder
- 1806: Henri Herz, österreichischer Pianist und Komponist, Klavierpädagoge und Klavierbauer
- 1807: Tomasz Napoleon Nidecki, polnischer Komponist
- 1807: Wilhelm Zimmermann, deutscher Theologe, Dichter und Historiker
- 1810: Hugo Haniel, deutscher Unternehmer
- 1810: Alfred Jacob Miller, US-amerikanischer Maler
- 1814: Luise Mühlbach, deutsche Schriftstellerin
- 1816: August Fritzsche, deutscher Sozialreformer
- 1817: François Chabas, französischer Ägyptologe
- 1821: James Croll, britischer Autodidakt
- 1821: Cornelius S. Hamilton, US-amerikanischer Politiker, Mitglied des Repräsentantenhauses

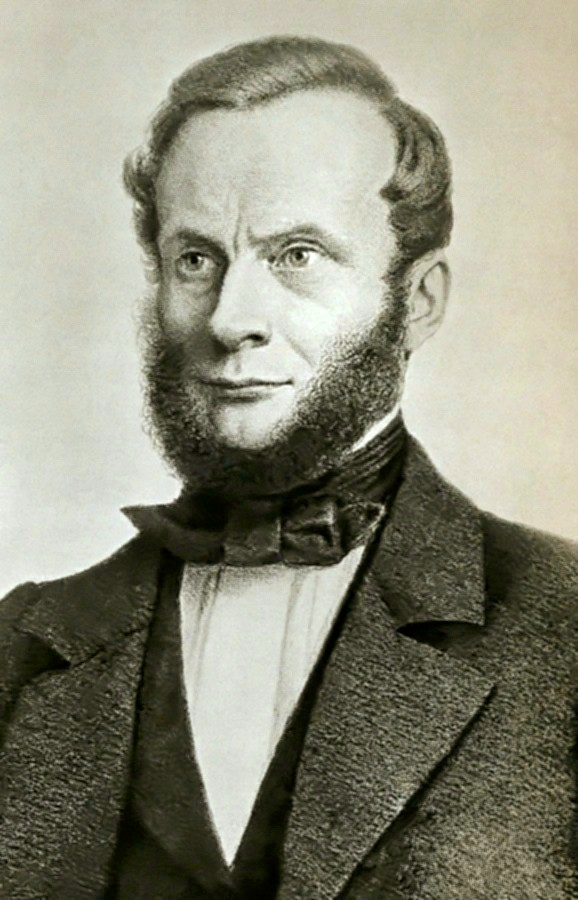
Rudolf Clausius (* 1822)

- 1822: Rudolf Clausius, deutscher Physiker
- 1822: William E. Simms, US-amerikanischer Politiker, Mitglied des Repräsentantenhauses, Senator der Konföderation
- 1823: Théodore Deck, französischer Keramiker
- 1825: Hans von Specht, deutsch-US-amerikanischer Offizier, Farmer, Fuhrmann und Postmeister
- 1827: Kraft zu Hohenlohe-Ingelfingen, preußischer General und Militärschriftsteller
- 1829: Carl Rosenberg, dänischer Publizist und Historiker
- 1830: Ernst Ludwig Dümmler, deutscher Historiker
- 1830: Henry Morrison Flagler, US-amerikanischer Unternehmer
- 1830: Balthasar Pröbstl, deutscher Orgelbauer
- 1831: Augustus Matthiessen, britischer Chemiker und Physiker
- 1834: Friedrich Louis Dobermann, deutscher Züchter, Namensgeber der Hunderasse Dobermann
- 1834: Joseph Steiner von Steinstätten, österreichischer Offizier
- 1834: Wassili Grigorjewitsch Perow, russischer Maler, Gründungsmitglied der Peredwischniki
- 1836ː Louise Hauffe, deutsche Konzertpianistin
- 1836: Mendele Moicher Sforim, belarussischer Schriftsteller

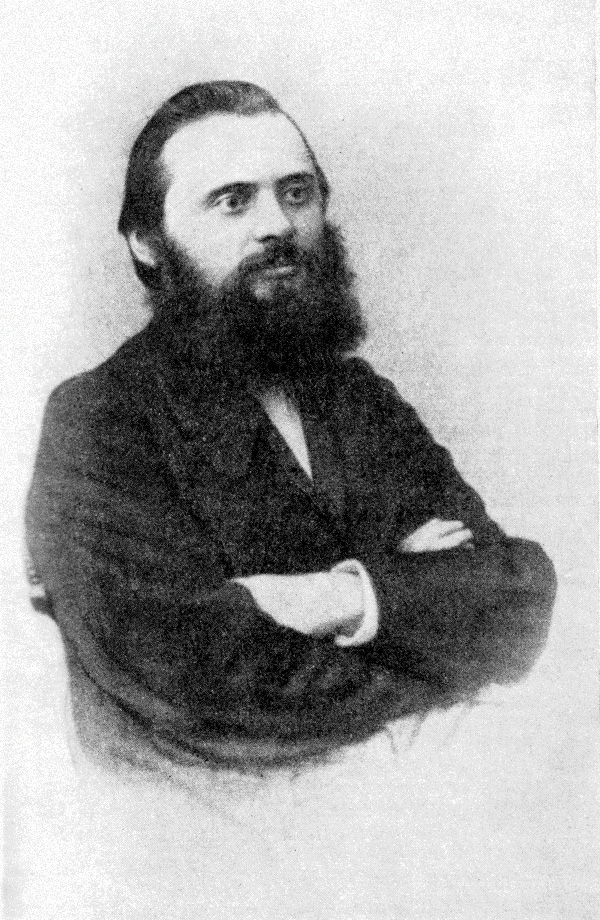
Mili Alexejewitsch Balakirew (* 1837)

- 1837: Mili Alexejewitsch Balakirew, russischer Komponist, Pianist und Dirigent
- 1838: Jules Brunet, französischer Offizier, Stabschef der Armee
- 1841: Henri Vuilleumier, Schweizer evangelischer Geistlicher und Hochschullehrer
- 1843: Moritz Fleischer, deutscher Agrikulturchemiker und Autor
- 1846: Wilhelm Diek, deutscher Geistlicher
- 1847: Otakar Hostinský, tschechischer Ästhetiker und Musikwissenschaftler
- 1847: Julija Wsewolodowna Lermontowa, russische Chemikerin
- 1847: Hermann Riedel, deutscher Komponist und Dirigent
- 1849: Heinrich von Mendel-Steinfels, preußischer Landesökonomierat, MdL
- 1850: Elisabeth Gnauck-Kühne, deutsche Frauenrechtlerin

#### 1851–1900
- 1854: Theodor Kösser, deutscher Architekt
- 1855: Rudolf Dittrich, deutscher Politiker, Oberbürgermeister von Leipzig, MdL
- 1857: Frederick Burr Opper, US-amerikanischer Comiczeichner und Illustrator
- 1858: Carl Cranz, deutscher Mathematiker, Physiker und Ballistiker
- 1858: Josef Kainz, österreichischer Schauspieler

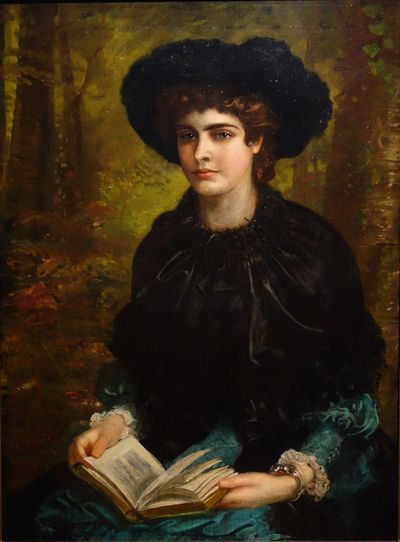
Constance Wilde (* 1858)

- 1858ː Constance Wilde, englische Kinderbuchautorin, Ehefrau von Oscar Wilde
- 1859: Fritz Riemann, deutscher Schachspieler
- 1859: Anna Sacher, österreichische Hotelbesitzerin
- 1861: Wilhelm Bölsche, deutscher Schriftsteller und Naturforscher
- 1862: Michail Ossipowitsch Doliwo-Dobrowolski, polnisch-russischer Ingenieur
- 1867: Paul Knobbe, deutscher Architekt
- 1967: Wilhelm Schüffner, niederländischer Mikrobiologe und Immunologe
- 1868: Robert Luther, deutscher Chemiker
- 1869: Karl Orth, deutscher Maler
- 1869: Jakob Pazeller, österreichischer Komponist und Dirigent
- 1870: Ernst Barlach, deutscher Bildhauer, Schriftsteller, Dichter, Zeichner und Grafiker
- 1870: Camillo Müller, österreichischer Fechter und Sportfunktionär

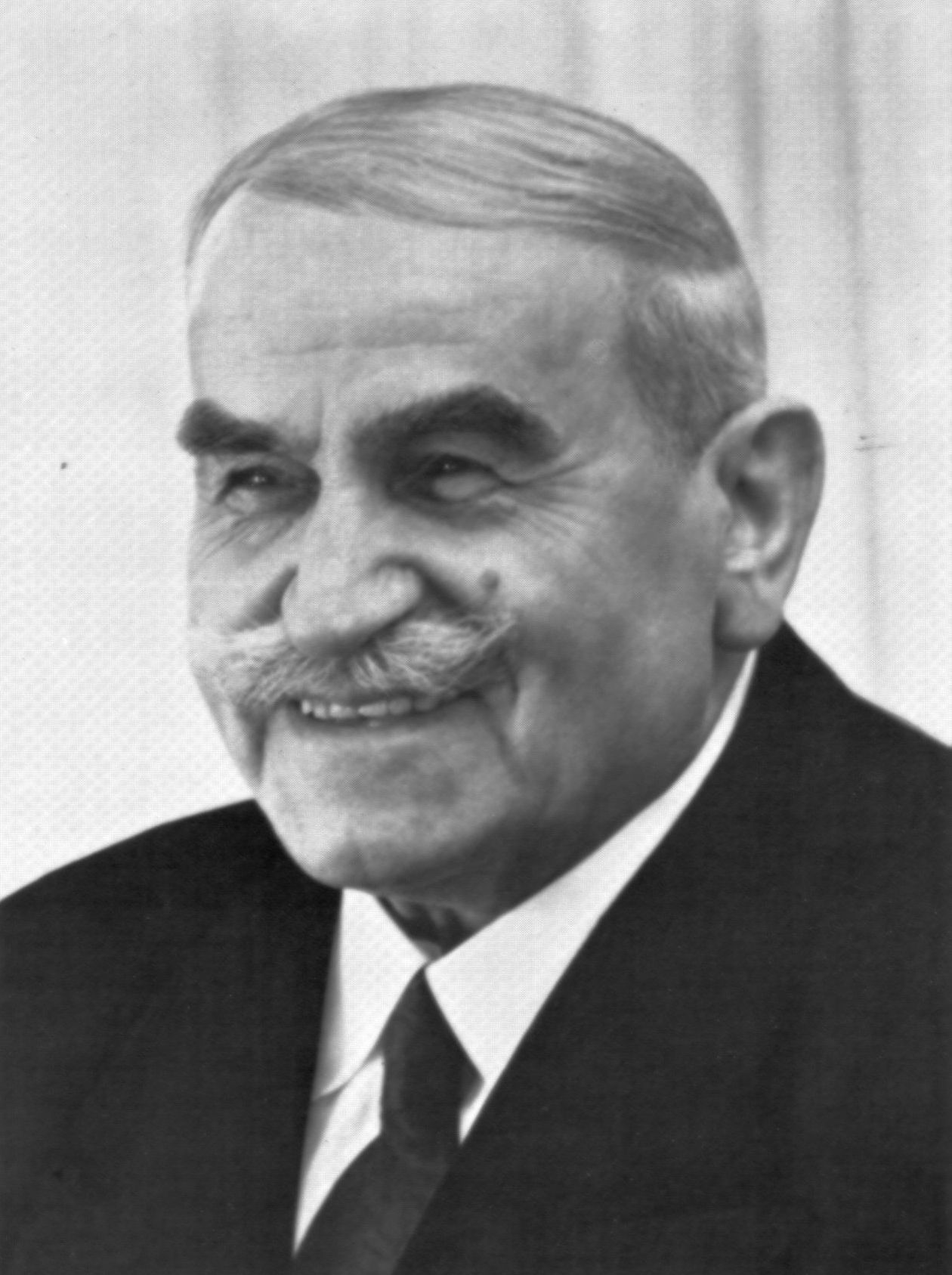
Johann Gottfried Bischoff (* 1871)

- 1871: Johann Gottfried Bischoff, deutscher Geistlicher, Stammapostel der Neuapostolischen Kirche
- 1871: Nikolaus Welter, luxemburgischer Schriftsteller, Dramatiker, Lyriker, Professor, Literaturwissenschaftler und Staatsmann
- 1872: Albert C. Barnes, US-amerikanischer Arzt, Pharmazeut, Kunstsammler, Autor und Philanthrop, Stifter der Barnes Foundation
- 1873: Therese von Lisieux, französische Karmeliterin und Heilige
- 1873: Anton Pannekoek, niederländischer Astronom und marxistischer Theoretiker
- 1877: Walter Bertelsmann, deutscher Landschaftsmaler
- 1878: Paul Frankl, deutscher Kunsthistoriker
- 1879: Rudolf Bauer, ungarischer Leichtathlet, Olympiasieger
- 1879: Adam Foßhag, deutscher Lehrer und Heimatforscher
- 1879ː Katharina von Kardorff-Oheimb, deutsche Politikerin (DVP), MdR, Unternehmerin, Salonnière
- 1880: Wassili Alexejewitsch Degtjarjow, russischer Waffenkonstrukteur
- 1881: Rodolfo Groth, deutscher Kaufmann
- 1881: Justin Luquot, französischer Politiker und Résistant
- 1882: Fernand Canelle, französischer Fußballspieler
- 1884: Oscar Micheaux, US-amerikanischer Schriftsteller und Filmregisseur
- 1885: Anna Hübler, deutsche Eiskunstläuferin, Olympiasiegerin, Weltmeisterin
- 1885: Eddy de Neve, niederländischer Fußballspieler
- 1886: Apsley Cherry-Garrard, britischer Polarforscher
- 1886: Yamamura Kōka, japanischer Maler der Taishō- und frühen Shōwa-Zeit
- 1886: Florence Lawrence, kanadische Schauspielerin
- 1886: Lupu Pick, rumänisch-deutscher Schauspieler und Regisseur
- 1886: Heinrich Schalit, österreichisch-US-amerikanischer Komponist und Musiker

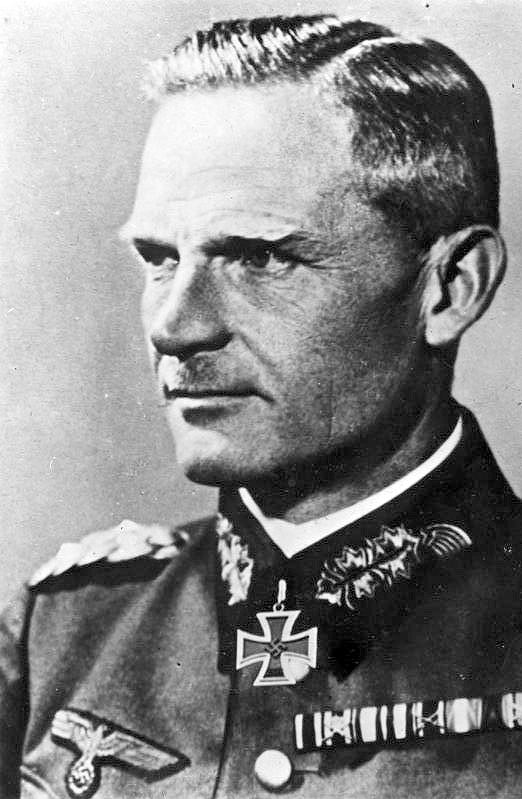
Carl-Heinrich von Stülpnagel (* 1886)

- 1886: Carl-Heinrich von Stülpnagel, deutscher General, Widerstandskämpfer des 20. Juli 1944
- 1887: Jules Moriceau, französischer Automobilrennfahrer
- 1889: Roger Adams, US-amerikanischer Chemiker
- 1890: Henrik Visnapuu, estnischer Lyriker
- 1892: Edoardo Agnelli, italienischer Industrieller und Fußballpräsident
- 1892: Luigi Brentani, Schweizer Jurist, Lehrer und Heimatforscher
- 1892: Philipp Zoch, deutscher General
- 1893: Ernst Marischka, österreichischer Filmregisseur
- 1893: Johann Jakob Mezger, Schweizer evangelischer Geistlicher und Heimatforscher
- 1894: Charlotte Eisler, österreichische Sängerin und Gesangslehrerin

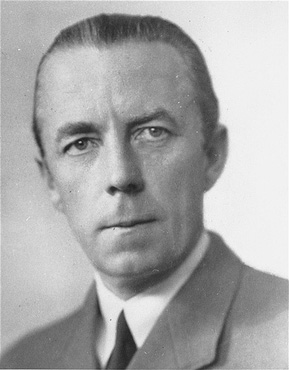
Folke Bernadotte (* 1895)

- 1895: Folke Bernadotte, schwedischer Offizier und Philanthrop, Vizepräsident des Schwedischen Roten Kreuzes
- 1895: Wilhelm Techmeier, deutsch-brasilianischer Maler
- 1896: Ernst-Lothar von Knorr, deutscher Komponist, Musikpädagoge und Musikfunktionär
- 1896: Dsiga Wertow, sowjetischer Filmemacher
- 1897: Hansi Bochow-Blüthgen, deutsche Übersetzerin
- 1898: Gerard Pieter Adolfs, niederländisch-ostindischer Maler und Architekt
- 1898: Jimmy Jewell, englischer Fußballtrainer und -schiedsrichter
- 1899: Hermann von Oppeln-Bronikowski, deutscher Generalmajor
- 1899: Hermann Schwann, deutscher Politiker, MdL, MdB
- 1899: Karl Wiechert, deutscher Politiker, Journalist und Verwaltungsbeamter, MdL
- 1900: Gustav Fuchs, deutscher Politiker, MdB, Mitglied des Bayerischen Senats
- 1900: Itami Mansaku, japanischer Regisseur und Drehbuchautor
- 1900: Leslie Copus Peltier, US-amerikanischer Astronom

### 20. Jahrhundert

#### 1901–1925
- 1903: Pjotr Michailowitsch Stefanowski, sowjetischer Testpilot
- 1903: Tanaka Kane, japanische Supercentenarian, 2018–2022 ältester lebender Mensch
- 1904: Hilde Broër, deutsche Bildhauerin und Medailleurin

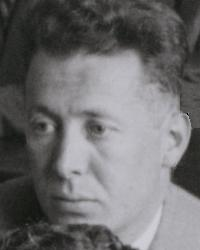
Walter Heitler (* 1904)

- 1904: Walter Heitler, deutscher Physiker
- 1904: Walter Hewel, deutscher Staatssekretär und Diplomat, Fahnenträger beim Hitlerputsch
- 1904: Genia Nikolajewa, russische Schauspielerin
- 1905: Auguste Lechner, österreichische Schriftstellerin und Jugendbuchautorin
- 1905: Max Niedermayer, deutscher Verleger und Autor
- 1905: Michael Tippett, britischer Komponist
- 1908: Lise Gast, deutsche Autorin
- 1908: Robert Planel, französischer Komponist
- 1909: Riccardo Cassin, italienischer Bergsteiger
- 1909: Barry Goldwater, US-amerikanischer Politiker, Senator, Präsidentschaftskandidat
- 1910: Ulrich Becher, deutscher Schriftsteller und Stückeschreiber
- 1910: Hans Wildberger, Schweizer Geistlicher, Hochschullehrer und Autor
- 1911: Peter Lohmeyer, deutscher Kap Hoornier, Marineoffizier, Kapitän, Pilot und Kommandant
- 1911: Marianne Rein, deutsche Lyrikerin, Opfer des Holocaust
- 1912: André Amellér, französischer Komponist und Musikpädagoge
- 1912: Renato Guttuso, italienischer Maler
- 1912: Jaspar von Oertzen, deutscher Schauspieler, Regisseur, Autor und Politiker, Gründungsmitglied der Grünen
- 1912: Barbara Pentland, kanadische Komponistin
- 1913: Gardner Read, US-amerikanischer Komponist
- 1913: Johnny Simone, französischer Unternehmer und Automobilrennfahrer
- 1914: Max Aebischer, Schweizer Politiker, Nationalrat
- 1915: Peter Clark, britischer Autorennfahrer
- 1915: John Hope Franklin, US-amerikanischer Historiker
- 1916: Arturo Dominici, italienischer Schauspieler
- 1916: Osa Massen, dänische Schauspielerin
- 1918: Willi Graf, deutscher Student, Widerstandskämpfer gegen den Nationalsozialismus (Weiße Rose)
- 1918: Gudrun Zapf-von Hesse, deutsche Typographin und Buchbinderin
- 1919: Josef Moser, österreichischer Politiker, Abgeordneter zum Nationalrat, Bundesminister
- 1919: Charles Willeford, US-amerikanischer Krimi-Schriftsteller
- 1920: Isaac Asimov, US-amerikanischer Biochemiker, Mediziner und Science-Fiction-Schriftsteller
- 1920: Čestmír Císař, tschechoslowakischer Politiker, Nationalratspräsident
- 1920: Bob Feerick, US-amerikanischer Basketballspieler
- 1920: George Howard Herbig, US-amerikanischer Astronom
- 1920: Albert Tönjes, deutscher Politiker, MdB
- 1921: Bob Bruce Ashton, US-amerikanischer Komponist und Musikpädagoge
- 1921: Frank A. McClintock, US-amerikanischer Ingenieurwissenschaftler
- 1921: Peter-Heinz Müller-Link, deutscher Politiker, MdHB
- 1922: Marie Bayerová, tschechische Übersetzerin und Philosophin
- 1922: Blaga Dimitrowa, bulgarische Schriftstellerin
- 1922: Eddie Zack, US-amerikanischer Country-Musiker
- 1923: Mário-Henrique Leiria, portugiesischer Schriftsteller und Maler
- 1924ː Hela Felenbaum-Weiss, Partisanenkämpferin, eine der sieben überlebenden Frauen des Vernichtungslagers Sobibór
- 1924: Horst Egon Kalinowski, deutscher Maler, Grafiker und Bildhauer
- 1925: Irina Konstantinowna Archipowa, sowjetisch-russische Opernsängerin
- 1925: Wolfgang Köllmann, deutscher Historiker, Hochschullehrer und Kommunalpolitiker
- 1925: Heinz te Laake, deutscher Künstler der Malerei, Kinetik und Skulptur
- 1925: Andrzej Nikodemowicz, ukrainisch-polnischer Komponist, Pianist und Musikpädagoge

#### 1926–1950
- 1926: Howard Caine, US-amerikanischer Schauspieler
- 1926: Ihor Sonewytskyj, ukrainischer Komponist, Dirigent und Musikwissenschaftler
- 1927: Gino Marchetti, US-amerikanischer American-Football-Spieler
- 1927: Herbert Sczepan, deutscher Baptistenpastor und Evangelist
- 1928: Gerhard Amanshauser, österreichischer Schriftsteller

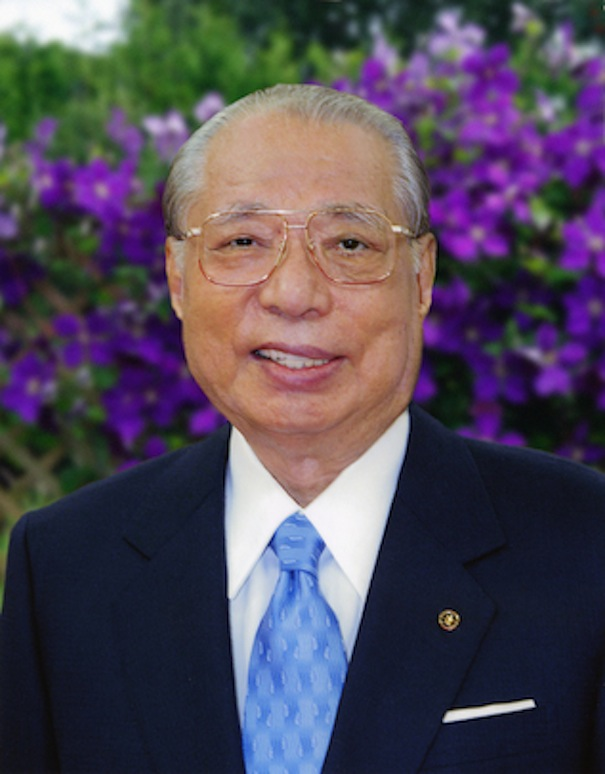
Daisaku Ikeda (* 1928)

- 1928: Daisaku Ikeda, japanischer Philosoph und buddhistischer Autor
- 1928: Tamio Ōki, japanischer Synchronsprecher
- 1928: Tiberiu Olah, rumänischer Komponist
- 1928: Wolfgang Sauer, deutscher Jazz- und Schlagersänger und -komponist
- 1929: Horst Drescher, deutscher Schriftsteller
- 1929: Ulrich Dübber, deutscher Journalist und Politiker, MdB
- 1929: Anton Lehmden, österreichischer Maler und Grafiker
- 1929: Sol Tolchinsky, kanadischer Basketballspieler
- 1930: Manuel Marino Miniño, dominikanischer Komponist, Dirigent und Musikpädagoge
- 1931: František Šafránek, tschechoslowakischer Fußballspieler
- 1932: Marcello Agnoletto, italienischer Fußballspieler
- 1933: Ian Axford, neuseeländischer Astrophysiker
- 1933: Eva Kerbler, österreichische Schauspielerin
- 1933: Peter Ulmer, deutscher Jurist und Hochschullehrer
- 1933: Ulrich Wolf, deutscher Humangenetiker

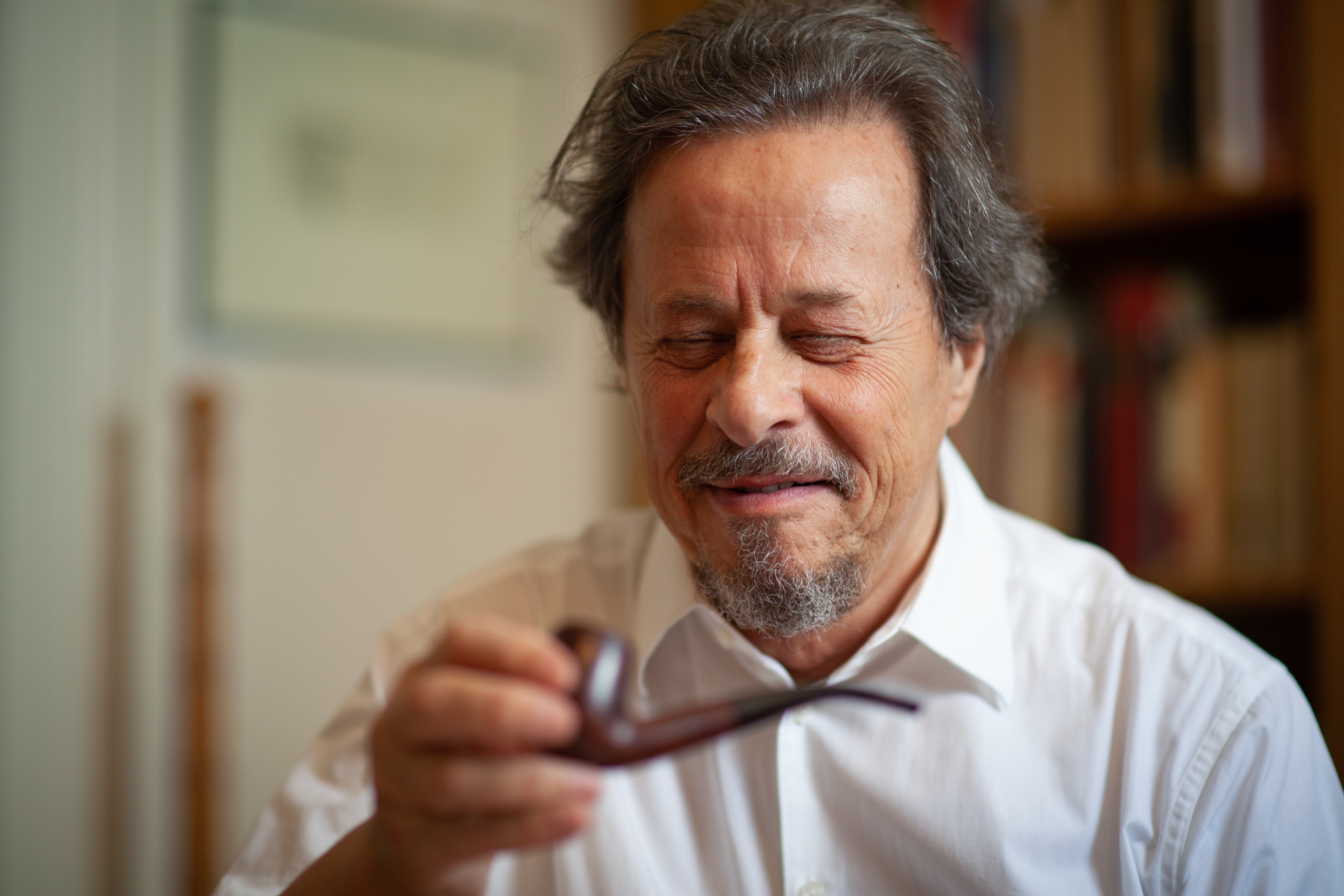
Iván Eröd (* 1936)

- 1936: Iván Eröd, österreichisch-ungarischer Komponist
- 1936: Paul Freeman, US-amerikanischer Dirigent
- 1936: Maria Gąsienica Bukowa-Kowalska, polnische Skilangläuferin
- 1936: Claus T. Helmig, deutscher Baseballspieler
- 1936: Josef Huchler, deutscher Unternehmer und Politiker
- 1936: Roger Miller, US-amerikanischer Country-Sänger und Songschreiber
- 1937: Anders Andersson, schwedischer Eishockeyspieler, Weltmeister, Olympiamedaillengewinner
- 1937: Martin Lauer, deutscher Leichtathlet, Olympiasieger
- 1937: Imerio Massignan, italienischer Radrennfahrer
- 1938: Hermann Avenarius, deutscher Jurist
- 1938ː Lynn Conway, US-amerikanische Informatikerin und Erfinderin
- 1938: Goh Kun, südkoreanischer Politiker, Premierminister
- 1938: Hans Herbjørnsrud, norwegischer Schriftsteller
- 1938: Robert Smithson, US-amerikanischer Landschaftskünstler
- 1939: Franz Hummel, deutscher Komponist und Pianist
- 1939ː Nina Kuscsik, US-amerikanische Marathonläuferin
- 1939: Little Smokey Smothers, US-amerikanischer Bluesmusiker
- 1939: Konstanze Vernon, deutsche Tänzerin, Choreografin und Professorin
- 1940: Nanni Galli, italienischer Automobilrennfahrer
- 1940: Horst Rankl, deutscher Schriftsteller und Schauspieler
- 1940: Christine Stäps, deutsche Malerin
- 1941: Johannes Gerster, deutscher Politiker, MdB, MdL
- 1942: Thomas Hammarberg, schwedischer Diplomat und Menschenrechtler
- 1942: Dennis Hastert, US-amerikanischer Politiker, Mitglied und Sprecher des Repräsentantenhauses
- 1942: Jake McCoy, US-amerikanischer Eishockeyspieler
- 1942: Hans Werner Schmöle, deutscher Politiker, MdB
- 1943: Filiz Akın, türkische Schauspielerin
- 1943: Barış Manço, türkischer Sänger, Komponist und Fernsehmoderator
- 1944: Arpat Avanesjan, armenischer Politiker
- 1944: Ari Brown, US-amerikanischer Jazzmusiker
- 1944: Péter Eötvös, ungarischer Komponist und Dirigent
- 1944: Karlheinz Küting, deutscher Betriebswirt und Hochschullehrer
- 1945: Terje Bjørklund, norwegischer Komponist und Jazzpianist
- 1945: Frank Laufenberg, deutscher Moderator und Musikjournalist
- 1945: Peter Patzak, österreichischer Filmemacher und Schauspieler
- 1945: Mary Jane Reoch, US-amerikanische Radrennfahrerin
- 1945: Adolf Seger, deutscher Ringer, Olympiamedaillengewinner, Weltmeister
- 1945ː Françoise Vannay-Bressoud, Schweizer Politikerin und Bürgerrechtlerin
- 1946: Philippe Dagoreau, französischer Automobilrennfahrer
- 1946: Ilma Rakusa, Schweizer Literaturwissenschaftlerin
- 1947: Ute Erdsiek-Rave, deutsche Politikerin, MdL, Landesministerin
- 1947: Eberhard Figgemeier, deutscher Reporter und Sportredakteur

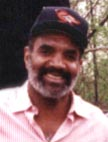
Calvin Hill (* 1947)

- 1947: Calvin Hill, US-amerikanischer American-Football-Spieler
- 1947: Alexander Sergejewitsch Jakuschew, russisch-sowjetischer Eishockeyspieler und -trainer, Olympiasieger
- 1947: Vassily Lobanov, russischer Pianist und Komponist
- 1947: Klaus Müllen, deutscher Chemiker
- 1947: Waleryj Scharyj, sowjetischer Gewichtheber, Weltmeister, Olympiasieger
- 1947: Thomas Zacharias, deutscher Leichtathlet
- 1948: Kazimierz Bendkowski, polnischer Foto- und Filmkünstler
- 1948: Tony Judt, britisch-amerikanischer Historiker
- 1948: Kerry Minnear, britischer Musiker
- 1948: Engelbert von Nordhausen, deutscher Schauspieler
- 1949: Nadia Cassini, italienische Schauspielerin und Sängerin
- 1949: Christopher Durang, US-amerikanischer Dramatiker und Schauspieler
- 1949: Peter Seum, deutscher Schauspieler
- 1950: Johannes Riedl, deutscher Fußballspieler
- 1950: David Shifrin, US-amerikanischer Klarinettist und Musikpädagoge
- 1950: Heidi Weigelt, deutsche Schauspielerin

#### 1951–1975
- 1951: André Aciman, ägyptischer Autor und Professor
- 1951: Volker Blumenthaler, deutscher Komponist
- 1951: Eckart Sackmann, deutscher Comic-Verleger, Literaturhistoriker und Übersetzer
- 1951: Jörg Wiele, deutscher Bildhauer
- 1952: Hartmut Büttner, deutscher Politiker, MdB

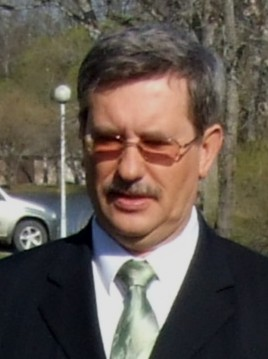
Indulis Emsis (* 1952)

- 1952: Indulis Emsis, lettischer Biologe und Politiker, Premierminister
- 1952: Hans Schenker, Schweizer Schauspieler, Autor und Regisseur
- 1953: Jürgen Rohde, deutscher Handballspieler und -trainer
- 1954: Milovan Rajevac, serbischer Fußballspieler und -trainer
- 1955: Lars Bock, dänischer Handballspieler
- 1955: Rudolf Jungwirth, österreichischer Komponist, Organist und Pädagoge
- 1956: Peter John Lee, kanadischer Eishockeyspieler und -trainer
- 1956: Kevin Siembieda, US-amerikanischer Entwickler von Rollenspielen, Mitbegründer von Palladium Books
- 1957: Joanna Pacuła, polnisch-US-amerikanische Schauspielerin
- 1958: Jean-Baptiste Barrière, französischer Komponist
- 1958: Igor Sokolow, sowjetisch-russischer Sportschütze, Olympiasieger, Weltmeister
- 1959: Ines Müller, deutsche Leichtathletin
- 1959: David Villalpando, mexikanischer Schauspieler
- 1960: Naoki Urasawa, japanischer Mangaka
- 1961: Neil Dudgeon, britischer Schauspieler
- 1961: Todd Haynes, US-amerikanischer Schauspieler und Regisseur, Drehbuchautor und Produzent
- 1961: Ingo Lenßen, deutscher Rechtsanwalt und Schauspieler
- 1962: Christoph Gareisen, deutscher Schauspieler
- 1962: Iván Palazzese, venezolanischer Motorradrennfahrer
- 1963: Gert Anhalt, deutscher Journalist und Autor
- 1963: Luis d’Antin, spanischer Motorradrennfahrer und -Teamchef
- 1963: Tzimon Barto, US-amerikanischer Konzertpianist
- 1963: Andreas Hutter, österreichischer Journalist und Sachbuchautor
- 1963: Harry Nuttall, 4. Baronet, britischer Motorsportfunktionär und Automobilrennfahrer
- 1963: Jelena Alexandrowna Walowa, russische Eiskunstläuferin und Eiskunstlauftrainerin, Weltmeisterin, Olympiasiegerin
- 1964: David Braben, britischer Spieleentwickler
- 1964: Ingo Anderbrügge, deutscher Fußballspieler
- 1964: Wolfgang de Beer, deutscher Fußballspieler
- 1964: Christian Welp, deutscher Basketballspieler
- 1965: Andy Ashurst, britischer Stabhochspringer
- 1965: Veronika Meduna, deutsche Biologin, Hörfunkjournalistin und Schriftstellerin tschechischer Herkunft
- 1965: Antonio Paradiso, italienischer Schauspieler
- 1965: Waldemar Reinfelder, deutscher Jurist, Richter am Bundesarbeitsgericht
- 1966: Artur Wladimirowitsch Akojew, russischer Gewichtheber, Weltmeister, Olympiamedaillengewinner
- 1966: Matthias Epple, deutscher Chemiker
- 1967: Marcelo Andrade, brasilianischer Serienmörder

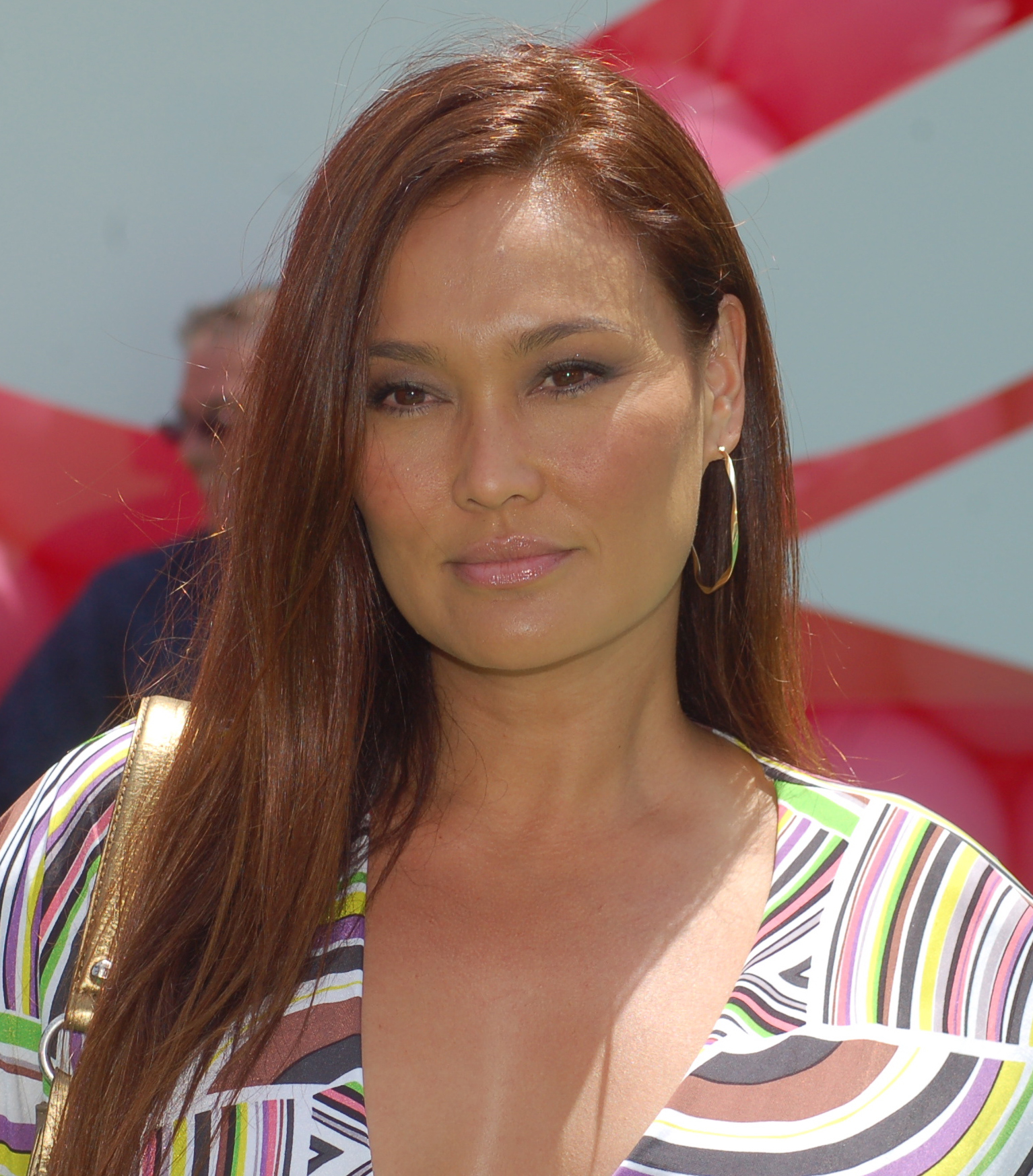
Tia Carrere (* 1967)

- 1967: Tia Carrere, US-amerikanische Schauspielerin
- 1967: Ruth Gemmell, britische Schauspielerin
- 1967: Astrid Mannes, deutsche Autorin, Historikerin und Politikerin, MdB
- 1967: Francois Pienaar, südafrikanischer Rugby-Union-Spieler
- 1968: DJ Deep, deutscher DJ und Remixer
- 1968: Cuba Gooding junior, US-amerikanischer Schauspieler
- 1968: Anky van Grunsven, niederländische Dressurreiterin, Weltmeisterin, Olympiasiegerin
- 1968: Alfonso de Orléans-Borbón, spanischer Adeliger und Rennstallbesitzer
- 1968: Oliver Strohmaier, österreichischer Skispringer
- 1968: Ali-Rıza Yılmaz, türkischer Fußballspieler
- 1969: Chalid al-'Aid, saudi-arabischer Springreiter, Olympiamedaillengewinner
- 1969: István Bagyula, ungarischer Leichtathlet
- 1969: Lorenz Funk jr., deutscher Eishockeyspieler
- 1969: Robby Gordon, US-amerikanischer Automobilrennfahrer
- 1969: Karl-Heinz Grasser, österreichischer Politiker, Bundesminister
- 1969: Patrick Huard, kanadischer Schauspieler
- 1969: Tommy Morrison, US-amerikanischer Boxer, Weltmeister
- 1969: Domingos Paciência, portugiesischer Fußballspieler und -trainer
- 1969: Christy Turlington, US-amerikanisches Model
- 1970: Martin Driller, deutscher Fußballspieler
- 1970: Karen Kamensek, US-amerikanische Dirigentin
- 1970: Isabella Parkinson, brasilianische Schauspielerin
- 1970: Yoskar Sarante, dominikanischer Bachatasänger
- 1970: Andreas Wecker, deutscher Kunstturner, Olympiasieger, Weltmeister
- 1971: Markus Hoffmann, deutscher Schauspieler
- 1971: Slobodan Komljenović, deutscher Fußballspieler
- 1971: Vasile Sănduleac, moldauischer Schachspieler
- 1972: Luís Pérez Companc, argentinischer Automobilrennfahrer und Unternehmer

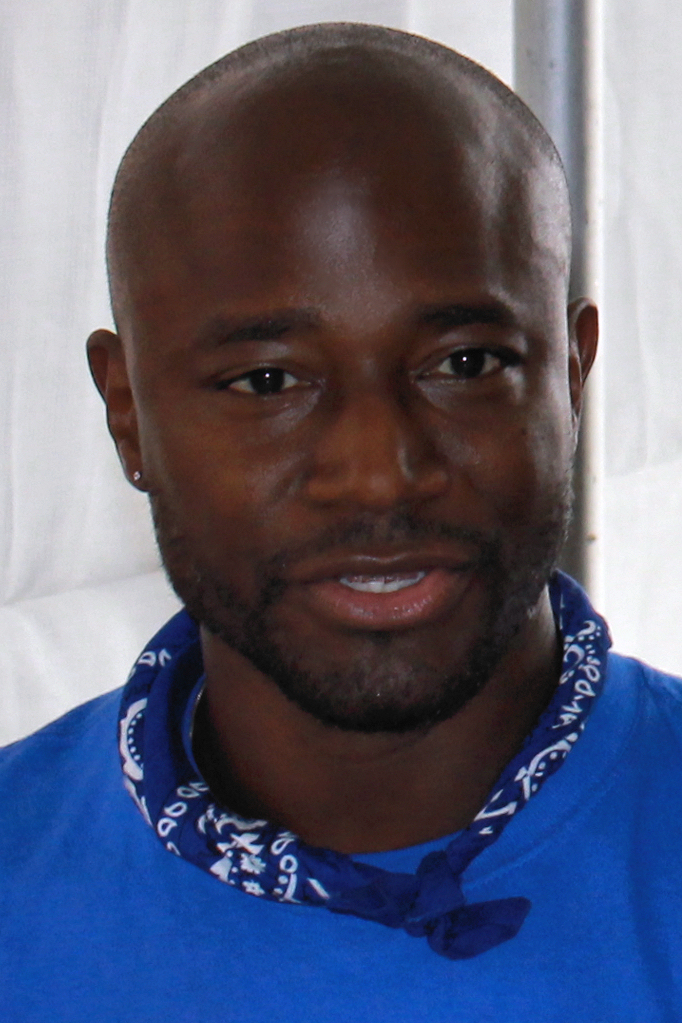
Taye Diggs (* 1972)

- 1972: Taye Diggs, US-amerikanischer Musical- und Filmschauspieler
- 1972: Arif Erdem, türkischer Fußballspieler
- 1972: Hanno Girke, deutscher Spieleerfinder
- 1972: Britt Hagedorn, deutsche Fernsehmoderatorin
- 1972: René Ifrah, deutsch-amerikanischer Schauspieler
- 1972: Aljaksandra Pankina, belarussische Ruderin
- 1973: Lucy Davis, britische Schauspielerin
- 1973: Roman Alexandrowitsch Karmasin, russischer Boxer
- 1974: Torsten Abel, deutscher Triathlet
- 1974: Birgit Muggenthaler-Schmack, deutsche Folk-Musikerin
- 1974: Jean Nuttli, Schweizer Radrennfahrer
- 1974: Abdoul Wahab Sawadogo, burkinischer Radrennfahrer
- 1974: Deborah Sengl, österreichische Künstlerin
- 1974: Anika Ziercke, deutsche Handballspielerin
- 1975: Emanuel Augustus, US-amerikanischer Boxer
- 1975: Douglas Robb, US-amerikanischer Sänger und Gitarrist
- 1975: Oleksandr Schowkowskyj, ukrainischer Fußballspieler
- 1975: Dax Shepard, US-amerikanischer Schauspieler
- 1975: Wladyslaw Waschtschuk, ukrainischer Fußballspieler

#### 1976–2000
- 1976: Zafer Biryol, türkischer Fußballspieler
- 1976: Eva Brenner, deutsche Fernsehmoderatorin
- 1976: Chrysopigí Devetzí, griechische Leichtathletin, Olympiamedaillengewinnerin
- 1976: Danilo Di Luca, italienischer Radrennfahrer
- 1976: Burgi Heckmair, deutsche Snowboarderin

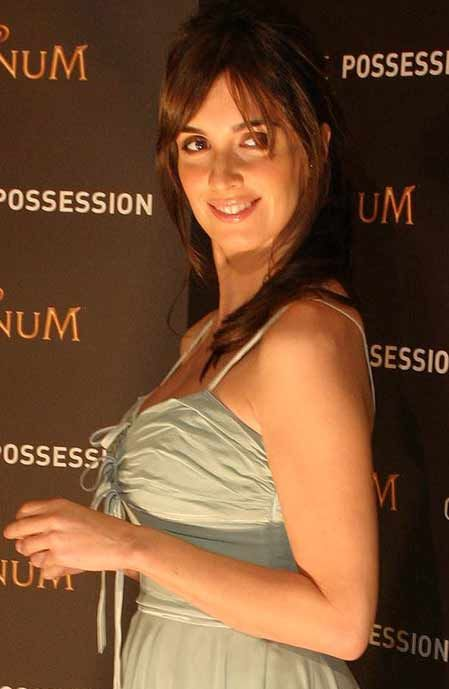
Paz Vega (* 1976)

- 1976: Paz Vega, spanische Filmschauspielerin
- 1977: Rosemar Coelho Neto, brasilianische Leichtathletin, Olympiamedaillengewinnerin
- 1977: Patryk Vega, polnischer Regisseur
- 1978: Aimo Diana, italienischer Fußballspieler
- 1978: Froylán Ledezma, costa-ricanischer Fußballspieler
- 1978: Dawit Mudschiri, georgischer Fußballspieler
- 1979: Allessa, österreichische Schlagersängerin
- 1979: Knut Andreas, deutscher Musikwissenschaftler und Dirigent
- 1979: Danny Meiners, deutscher Metallbaumeister und Politiker
- 1979: Jonathan Greening, englischer Fußballspieler
- 1980: Catherine Bailey, britische Schauspielerin
- 1980: Ariane Matiakh, französische Dirigentin
- 1980: Jérôme Pineau, französischer Radrennfahrer
- 1980: Sarah Winkenstette, deutsche Regisseurin und Drehbuchautorin
- 1981: Hanno Balitsch, deutscher Fußballspieler
- 1981: Marielle Bohm, deutsche Handballspielerin und -trainerin
- 1981: Maxi Rodríguez, argentinischer Fußballspieler
- 1982: Bastian Fleig, deutscher politischer Beamter, Gewerkschafter und ehemaliger Hip-Hop-Künstler.
- 1982: Athanasia Tsoumeleka, griechische Leichtathletin, Olympiasiegerin
- 1983: Fuad Aslanov, aserbaidschanischer Boxer und Ringrichter, Olympiamedaillengewinner

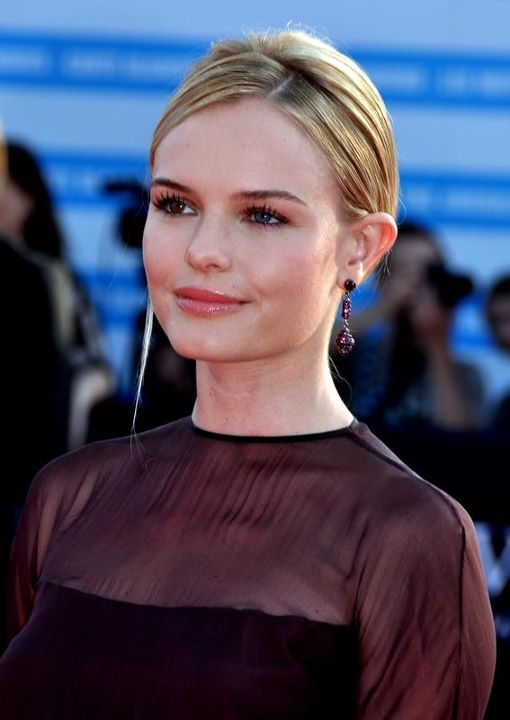
Kate Bosworth (* 1983)

- 1983: Kate Bosworth, US-amerikanische Schauspielerin
- 1984: Olesja Belugina, russische Turnerin, Olympiasiegerin, Weltmeisterin
- 1985: Florian Busch, deutscher Eishockeyspieler
- 1985: Nicole Dinkel, Schweizer Handballspielerin
- 1985: Ivan Dodig, kroatischer Tennisspieler
- 1985: Tamy Glauser, Schweizer Model
- 1985: Henrik Møllgaard Jensen, dänischer Handballspieler, Weltmeister
- 1985: Carla Juri, Schweizer Schauspielerin
- 1985: Heather O’Reilly, US-amerikanische Fußballerin
- 1986: Mehmet Akyüz, türkischer Fußballspieler
- 1986: Michael Jakobsen, dänischer Fußballspieler
- 1986: Nicole Reinhardt, deutsche Kanutin, Weltmeisterin, Olympiasiegerin
- 1987: Witali Sergejewitsch Anikejenko, russischer Eishockeyspieler
- 1987: Sören Halfar, deutscher Fußballspieler
- 1987: Loïc Rémy, französischer Fußballspieler
- 1987: Meredith Stepien, US-amerikanische Schauspielerin
- 1988: Julian Baumgartlinger, österreichischer Fußballspieler
- 1988: Nadia Nadim, dänische Fußballspielerin
- 1989: Valentin Crețu, rumänischer Fußballspieler
- 1989: Romain Dedola, französischer Fußballspieler
- 1990: Karel Abraham, tschechischer Motorradrennfahrer
- 1990: Elisabeth Aßmann, deutsche Agrarökonomin und Politikerin, MdL
- 1990: Jiří Mazoch, tschechischer Skispringer
- 1990: Géraldine Raths, deutsche Schauspielerin
- 1991: Davide Santon, italienischer Fußballspieler
- 1991: Marcel Schliedermann, deutscher Handballspieler
- 1992: Bienvenue Basala-Mazana, deutscher Fußballspieler
- 1992: Viktor Claesson, schwedischer Fußballspieler
- 1992: Lachlan Morton, australischer Radrennfahrer
- 1993: Rebekka Haase, deutsche Leichtathletin

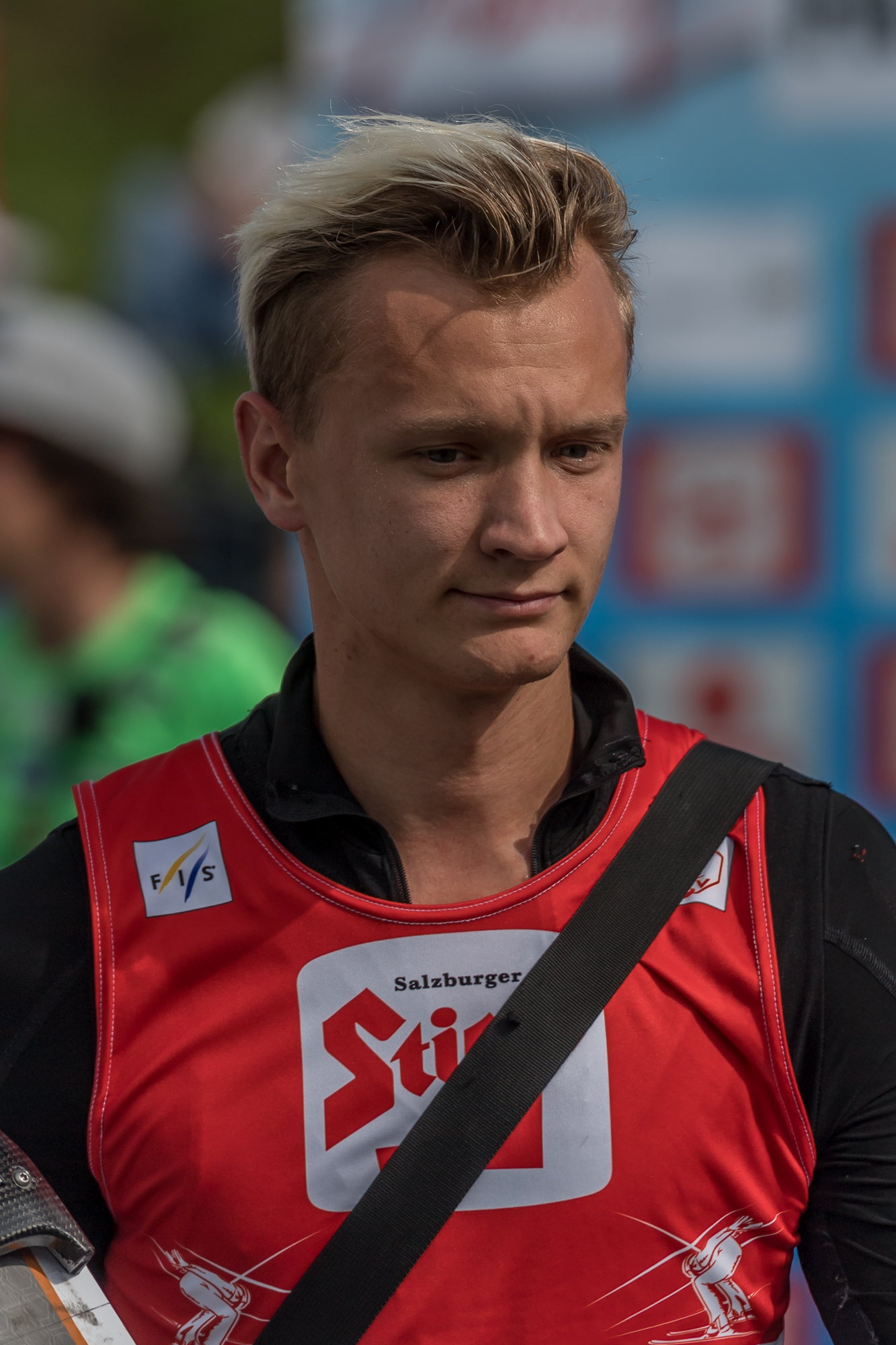
Daniel Huber (* 1993)

- 1993: Daniel Huber, österreichischer Skispringer
- 1993: Marcel Schrötter, deutscher Motorradrennfahrer
- 1994: Mona Ameziane, deutsche Moderatorin
- 1994: Adam Masina, italienischer Fußballspieler
- 1994: Sophie Fasold, US-amerikanische Handballspielerin
- 1995: Antonio José, spanischer Popsänger
- 1996: Dagmara Nocuń, polnische Handballspielerin
- 1996: Laila Youssifou, niederländische Ruderin
- 1997: Patrick Pentz, österreichischer Fußballtorwart
- 1997: Carlos Soler, spanischer Fußballspieler
- 1999: Jakub Bednarczyk, polnisch-deutscher Fußballspieler
- 2000: Tobias Larsen, dänischer Leichtathlet

### 21. Jahrhundert
- 2002: Fany Bertrand, französische Biathletin

## Gestorben

### Vor dem 18. Jahrhundert
- 0826: Adalhard, karolingischer Mönch
- 0982: Thietmar, Bischof von Prag
- 1096: William of St Calais, anglonormannischer Geistlicher und Bischof von Durham
- 1114: Hartmann I., Abt des Stifts Göttweig
- 1169: Bertrand de Blanquefort, Großmeister des Templerordens
- 1184: Theodora Komnena, Herzogin von Österreich
- 1295: Agnes von Baden-Österreich, Herzogin von Kärnten sowie Gräfin von Heunburg
- 1302: Heinrich I., Herr zu Mecklenburg
- 1377: Kasimir IV., Herzog von Pommern
- 1386: Tilo von Stobenhain, deutscher Bischof
- 1470: Heinrich Reuß von Plauen, Hochmeister des Deutschen Ordens
- 1497: Beatrice d’Este, Fürstin von Mailand
- 1512: Svante Sture, schwedischer General und Reichsverweser

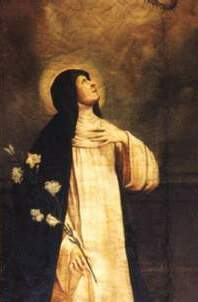
Stephana Quinzani († 1530)

- 1530: Stephana Quinzani, seliggesprochene Terziarin im Dominikanerinnenorden
- 1547: Giovanni Luigi de Fieschi, Graf von Lavagna, genuesischer Politiker
- 1554: Johann Manuel, portugiesischer Thronfolger
- 1557: Jacopo da Pontormo, italienischer Maler des Manierismus
- 1587: Andrzej Patrycy Nidecki, polnischer Humanist, Philologe, Verleger, königlicher Sekretär und Bischof
- 1595: Barbara von Brandenburg, Herzogin von Brieg
- 1612: Urban Gaubisch, deutscher Buchdrucker
- 1620: Johann Sigismund, Kurfürst von Brandenburg
- 1645: Agnes von Limburg-Stirum, Äbtissin der Stifte Elten, Vreden, Borghorst und Freckenhorst
- 1651: Gregor Francke, deutscher evangelischer Theologe
- 1654: Antoine Brun, Diplomat in spanischen Diensten
- 1664: Dietrich von Ahlefeldt, Amtmann zu Schwabstedt, Herr auf Osterrade und Kluvensiek und Klosterpropst zu Uetersen
- 1665: Friedrich von Ahlefeldt, holsteinischer Gutsherr, Hochfürstlicher Gottorffischer Statthalter und Klosterpropst zu Uetersen
- 1681: Hermann Matthias von Velen, Droste im Amt Meppen
- 1692: Heinrich Bacmeister, deutscher Oberjustizrat und Kammerprokurator

### 18. Jahrhundert
- 1711: Ludwig Gebhard von Hoym, königlich-polnischer und kurfürstlich-sächsischer Geheimrat und Verwaltungsbeamter
- 1713: Stephan Overgaer, deutscher Priester und Abt des Klosters Hardehausen
- 1716: Michelangelo Fardella, sizilianischer Gelehrter
- 1724: Anselm Schnaus, Abt des Klosters Waldsassen
- 1726: Domenico Zipoli, italienischer Barockkomponist und Missionar
- 1732: Peter Hohmann, Handelsherr und Ratsherr in Leipzig
- 1736: Johann Riedel, deutscher Bildhauer und Ordensmitglied der Jesuiten
- 1747: Jean-Féry Rebel, französischer Violinist und Komponist
- 1753: Ólafur Gíslason, evangelisch-lutherischer Bischof von Skálholt im Süden von Island
- 1763: John Carteret, 2. Earl Granville, englischer Staatsmann
- 1763: Mattias Alexander von Ungern-Sternberg, schwedischer Feld- und Landmarschall
- 1767: Karl Lwowitsch von Frauendorf, kaiserlich russischer Offizier, erster Gouverneur von Irkutsk
- 1767: Joachim Johann Daniel Zimmermann, deutscher Theologe und Kirchendichter
- 1768: Johann Simonis, deutscher Theologe und Orientalist
- 1770: Joseph Anton Feuchtmayer, deutscher Stuckateur und Bildhauer des Rokoko
- 1771: Louis-Charles-César Le Tellier, französischer General, Marschall von Frankreich
- 1784: Caspar Anton von Belderbusch, deutscher Adliger, Deutschordensritter, Premierminister in Kurköln
- 1792: Philipp Friedrich Welker, deutscher Beamter
- 1793: Ludwig Benjamin Martin Schmid, deutscher Geistlicher und Hochschullehrer

### 19. Jahrhundert
- 1801: Johann Caspar Lavater, Schweizer Pfarrer, Philosoph und Schriftsteller
- 1803: Ignaz von Beecke, deutscher Komponist und Pianist
- 1811: Thomas Rodney, US-amerikanischer Jurist und Politiker
- 1816: Louis Bernard Guyton de Morveau, französischer Chemiker und Politiker
- 1819: Maria Luise von Bourbon-Parma, Königin von Spanien
- 1829: Christian Gottlieb von Arndt, deutscher Historiker und Philologe
- 1829: Louis-Simon Auger, französischer Journalist und Schriftsteller

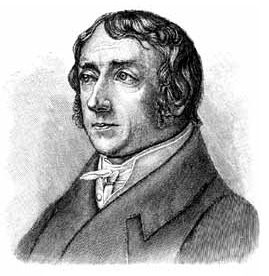
Barthold Georg Niebuhr († 1831)

- 1831: Barthold Georg Niebuhr, dänisch-deutscher Historiker, Mitbegründer der philologisch-kritischen Geschichtswissenschaft
- 1833: Adrien-Marie Legendre, französischer Mathematiker
- 1835: August Friedrich Ernst Langbein, deutscher Dichter und Schriftsteller
- 1838: Jacob Salentin von Zuccalmaglio, deutscher Jurist und Kommunalpolitiker
- 1839: Josef Krasoslav Chmelenský, tschechischer Kritiker, Dichter, Librettist und Volksaufklärer
- 1850: Manuel de la Peña y Peña, mexikanischer Jurist und Politiker, Minister, Staatspräsident
- 1853: Carl Heinrich Behn, holsteinischer Politiker, königlich dänischer Etatsrat
- 1854: Herman Johan Royaards, niederländischer reformierter Theologe und Kirchenhistoriker
- 1854: Gustav Adolf Harald Stenzel, deutscher Geschichtsforscher
- 1857: Andrew Ure, britischer Mediziner und Professor für Naturgeschichte und Chemie
- 1861: Friedrich Wilhelm IV., König von Preußen
- 1872: Wilhelm Löhe, deutscher evangelischer Theologe
- 1875: Carl Nipperdey, deutscher klassischer Philologe
- 1877: Alexander Bain, britischer Erfinder und Uhrmacher
- 1879: Caleb Cushing, US-amerikanischer Jurist, Politiker und Diplomat, Mitglied des Repräsentantenhauses, Attorney General
- 1883: Samuel Read Anderson, US-amerikanischer General
- 1884: Margarethe von Bülow, deutsche Schriftstellerin
- 1884: Daniel Harrwitz, deutscher Schachmeister
- 1884: Johann Gerhard Oncken, deutscher Baptistenpastor, Begründer der deutschen Baptistengemeinden
- 1886: Georg Adolf Demmler, deutscher Architekt
- 1887: Joseph Aigner, Tiroler Orgelbauer
- 1892: George Biddell Airy, britischer Astronom
- 1894: Gjerasim Qiriazi, albanischer Pädagoge, Schriftsteller und Prediger
- 1898: Edward Mounier Boxer, britischer Offizier und Erfinder auf dem Gebiet der Waffentechnik
- 1900ː Juliana Hummel, österreichische Kriminelle

### 20. Jahrhundert

#### 1901–1950

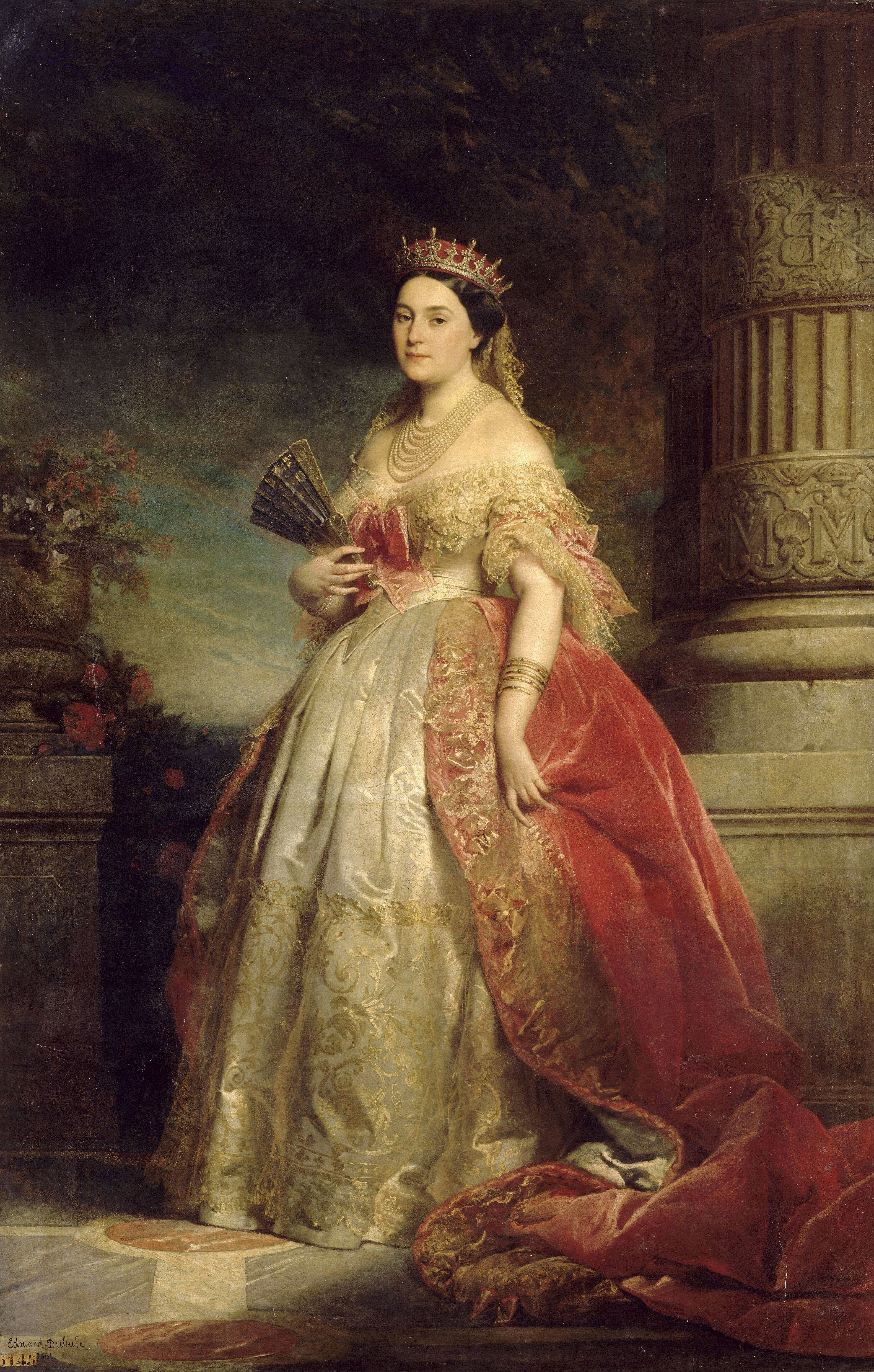
Mathilde Bonaparte († 1904)

- 1904ː Mathilde Bonaparte, französische Salonniere und Malerin, Tochter von Jérôme Bonaparte
- 1904: Ferdinand Bonaventura Kinsky von Wchinitz und Tettau, böhmischer Adliger

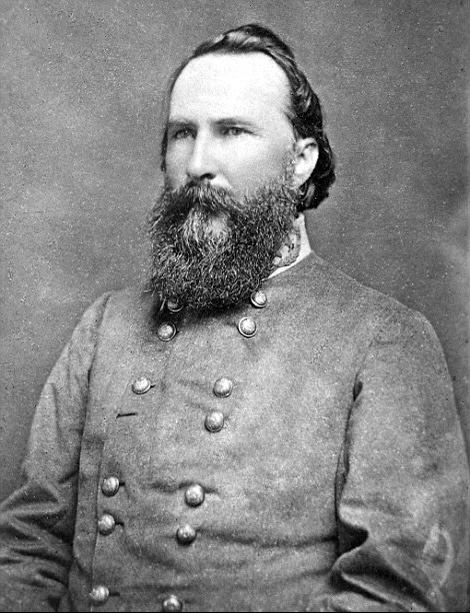
James Longstreet († 1904)

- 1904: James Longstreet, US-amerikanischer Offizier und Diplomat, General der Konföderation im Sezessionskrieg
- 1907: Otto Benndorf, deutscher Archäologe
- 1913: Julius Euting, deutscher Bibliothekar
- 1913: Léon-Philippe Teisserenc de Bort, französischer Meteorologe und Entdecker der Stratosphäre
- 1915: Karl Goldmark, österreichischer Komponist
- 1915: Karl Friedrich Richard Wagner, deutscher Kommunalpolitiker
- 1917: Heinrich von Abel, deutscher Jurist und Politiker, MdL
- 1917: Edward Tylor, britischer Anthropologe, gilt als Begründer der Sozialanthropologie
- 1920: Paul Adam, französischer Schriftsteller
- 1921: Theobald von Bethmann Hollweg, deutscher Verwaltungsbeamter und Politiker, Minister, Reichskanzler
- 1921: Franz Defregger, österreichischer Maler
- 1923: Hedwig Blesi, Schweizer Erzieherin und Mundartschriftstellerin
- 1924: Sabine Baring-Gould, englischer Schriftsteller
- 1924: Hermann Junge, deutscher Gewerkschafter und Politiker
- 1927: Achad Ha'am, zionistischer Aktivist und Journalist, Hauptvertreter des Kulturzionismus
- 1928: Loïe Fuller, US-amerikanische Tänzerin und Schauspielerin
- 1930: Therese Malten, deutsche Opernsängerin (Sopran)
- 1931ː Alessandra di Rudini, italienische Karmelitin, Priorin und Klostergründerin in Frankreich
- 1932: Paul Pau, französischer General
- 1936: Philipp Jakob Manz, deutscher Industriearchitekt
- 1936: Harry B. Smith, US-amerikanischer Lyriker und Librettist
- 1937: André d’Erlanger, französischer Automobilrennfahrer
- 1938: Emil Göttisheim, Schweizer Jurist und Politiker, Nationalrat
- 1939: Roman Dmowski, polnischer Politiker und Autor, Minister
- 1940: Albert Richter, deutscher Radrennfahrer, Amateurweltmeister
- 1941: Mischa Levitzki, US-amerikanischer Pianist
- 1941: Josef Strzygowski, österreichischer Kunsthistoriker
- 1942: Franziska Steinitz, deutsche Romanistin und Übersetzerin, Holocaustopfer
- 1943: Max Augustin, österreichischer Lehrer und Politiker, LAbg
- 1944: Jenny Stucke, türkische Person, erste Studentin und Ausländerin an der Universität zu Köln, Opfer der Shoa
- 1946: Eduard Kado, deutscher Maler, Zeichner, Bildhauer und Kunstgewerbler
- 1948: Vicente Huidobro, chilenischer Lyriker
- 1950: Emil Jannings, deutscher Schauspieler, Oscarpreisträger

#### 1951–2000
- 1951: Paul Münch, deutscher Lehrer und Pfälzer Mundartdichter
- 1954: Harald Abatz, deutscher Politiker, MdHB
- 1954: James Pitcairn-Knowles, Maler, Grafiker und Bildhauer schottischer Abstammung
- 1955: José Antonio Remón Cantera, panamaischer Polizeichef und Staatspräsident
- 1960: Fausto Coppi, italienischer Radrennfahrer, Weltmeister
- 1961: Daniel Chanis Pinzón, panamaischer Mediziner und Politiker, Staatspräsident
- 1962: Faris al-Churi, syrischer Politiker, Minister, Parlamentspräsident, Ministerpräsident
- 1962: Kurt Seligmann, schweizerisch-US-amerikanischer surrealistischer Maler, Graphiker und Schriftsteller
- 1963: Dick Powell, US-amerikanischer Schauspieler
- 1964: Jutta Sika, österreichische Kunstgewerblerin
- 1967: Marcello Bertinetti, italienischer Fechter, Fußballspieler und -trainer, Olympiasieger

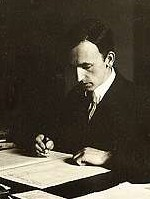
Cuno Hoffmeister († 1968)

- 1968: Cuno Hoffmeister, deutscher Astronom und Geophysiker
- 1970: András Kuttik, ungarischer Fußballspieler und -trainer
- 1970: Piotr Rytel, polnischer Komponist, Musikpädagoge und -kritiker
- 1971: Clemens Konermann, deutscher Geistlicher, Dekan von Werne
- 1974: Mark Fax, US-amerikanischer Komponist und Musikpädagoge
- 1974: Heinrich Glasmeyer, deutscher Politiker, MdL, MdB
- 1974: Tex Ritter, US-amerikanischer Musiker und Schauspieler
- 1974: Alex Willenberg, deutscher Gewerkschafter, Journalist und Politiker, MdB
- 1975: Fritz Polcar, österreichischer Politiker, Landesparteiobmann, Abgeordneter zum Nationalrat
- 1975: Walter Roos, deutscher General
- 1976: Dan Kazuo, japanischer Schriftsteller
- 1977: Erroll Garner, US-amerikanischer Jazz-Pianist und Komponist
- 1978: Curt Wittenbecher, deutscher Maler, Zeichner und Graphiker
- 1980: Alexandra Illmer Forsythe, US-amerikanische Informatikerin
- 1980: Roland Lebrun, kanadischer Singer-Songwriter
- 1981: Cora Ratto de Sadosky, argentinische Mathematikerin, Hochschullehrerin und Menschenrechtsaktivistin
- 1983: Rudolf Petersen, deutscher Marineoffizier
- 1984: Sebastià Juan Arbó, spanischer Romanautor und Dramaturg
- 1984: Klaus Mehnert, deutscher Publizist, Politologe und Hochschullehrer
- 1984: Roberto Porta, uruguayisch-italienischer Fußballspieler und -trainer
- 1985: Jacques de Lacretelle, französischer Schriftsteller
- 1988: Luise Glowinski-Taubert, deutsche Malerin
- 1988: Anna Gottburgsen, deutsche Blumen- und Landschaftsmalerin
- 1989: Eddie Heywood, US-amerikanischer Jazz-Pianist und Komponist
- 1990: Juan Urteaga Loidi, spanischer Organist, Chorleiter, Musikpädagoge und Komponist
- 1991: Noma Hiroshi, japanischer Schriftsteller
- 1992: Hedwig Haß, deutsche Florettfechterin
- 1992: Ginette Leclerc, französische Schauspielerin
- 1995: Siad Barre, somalischer Offizier und Politiker, Staatspräsident
- 1996: Émile Fouchard, französischer Politiker und Résistant
- 1996: Theodor Joedicke, deutscher Arzt, erster Inspekteur des Sanitäts- und Gesundheitswesens der Bundeswehr
- 1997: Randy California, US-amerikanischer Gitarrist
- 1998: Max Colpet, deutscher Lied-Texter
- 1998: Fred Naumetz, US-amerikanischer American-Football-Spieler
- 1999: Karl-Heinz Bringer, deutscher Ingenieur und Raketentechniker, Mitentwickler der V2
- 1999: Sebastian Haffner, deutscher Buchautor und Journalist
- 1999: Rolf Liebermann, Schweizer Komponist und Intendant
- 1999: Harvey Perrin, kanadischer Geiger, Bratschist, Chordirigent und Musikpädagoge
- 2000: Nat Adderley, US-amerikanischer Jazz-Kornettist und -Trompeter
- 2000: Clemens Heselhaus, deutscher Germanist und Literaturwissenschaftler
- 2000: Patrick O’Brian, britischer Autor

### 21. Jahrhundert

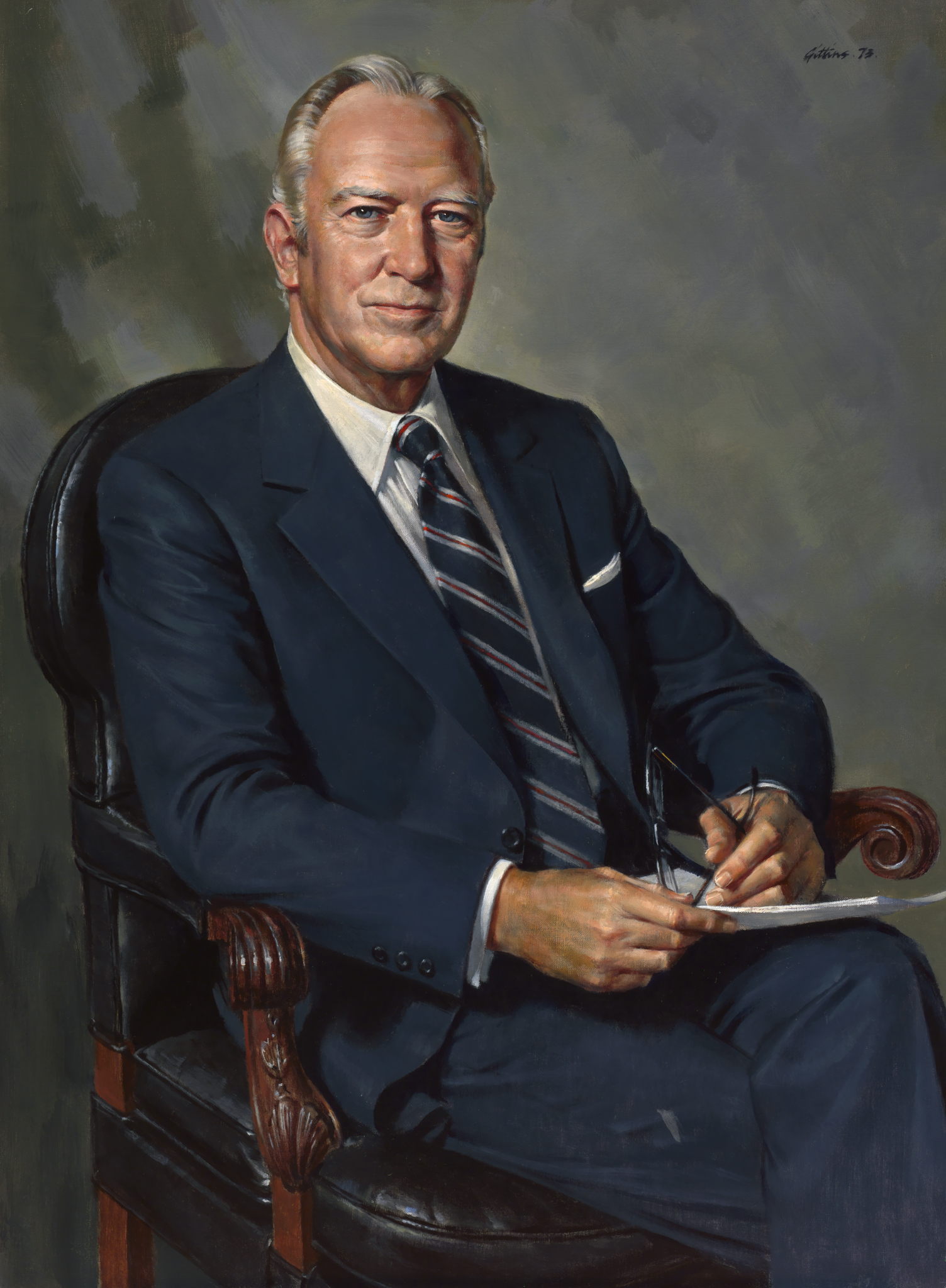
William P. Rogers († 2001)

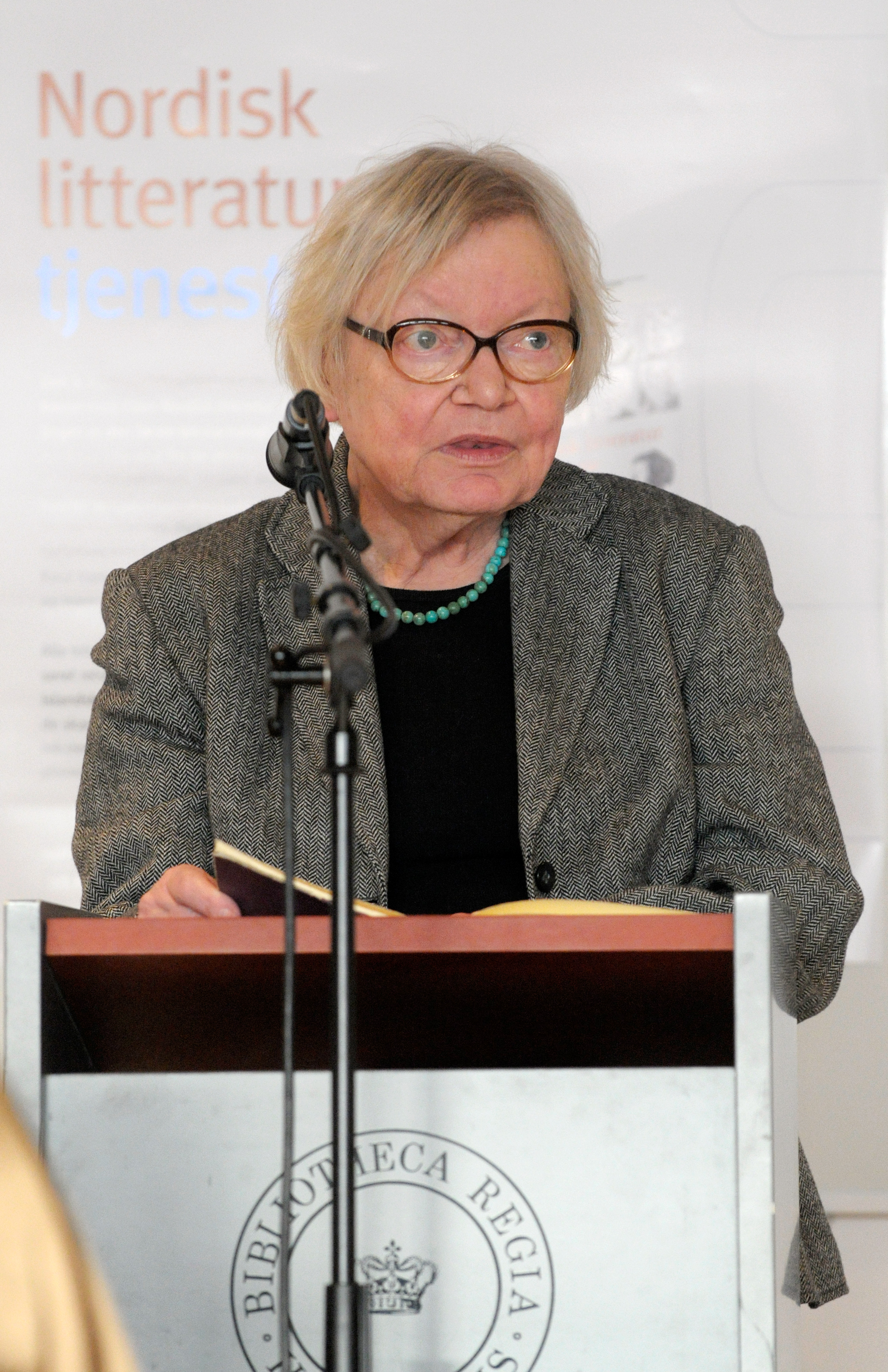
Inger Christensen († 2009)

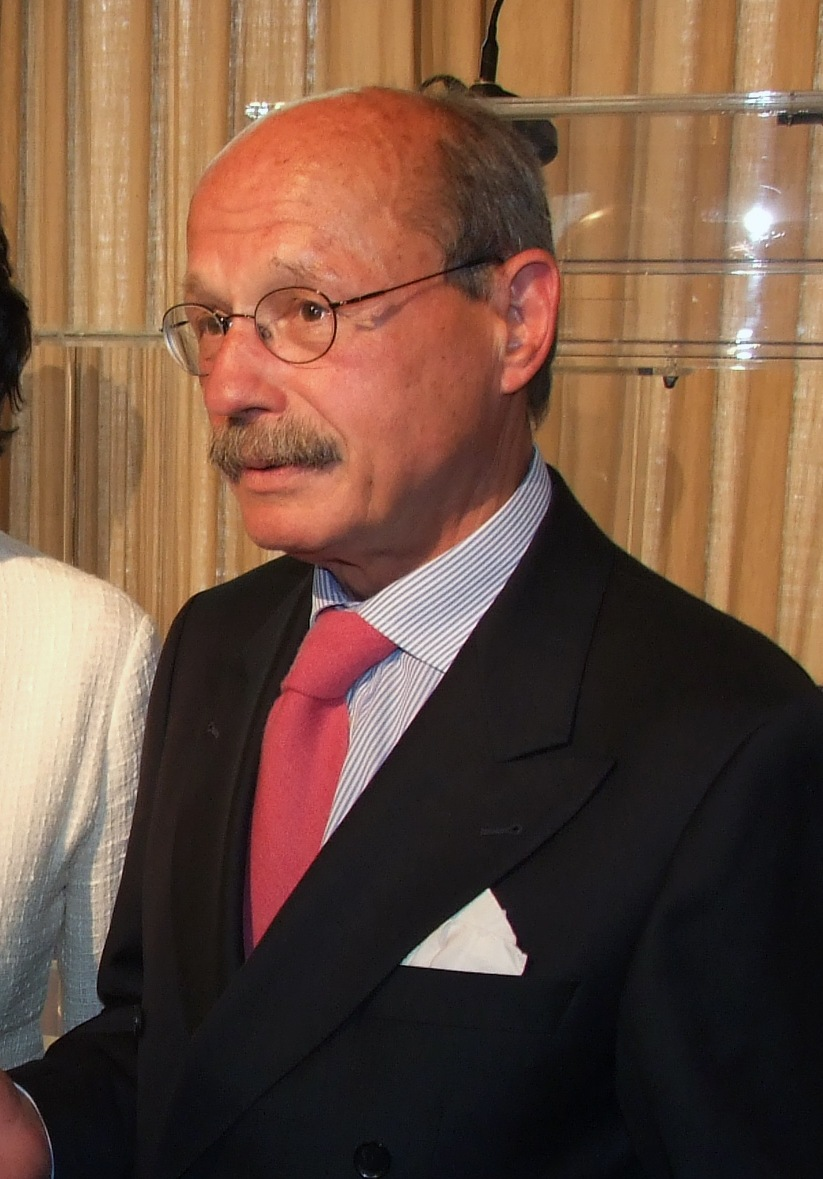
Dirk Sager († 2014)

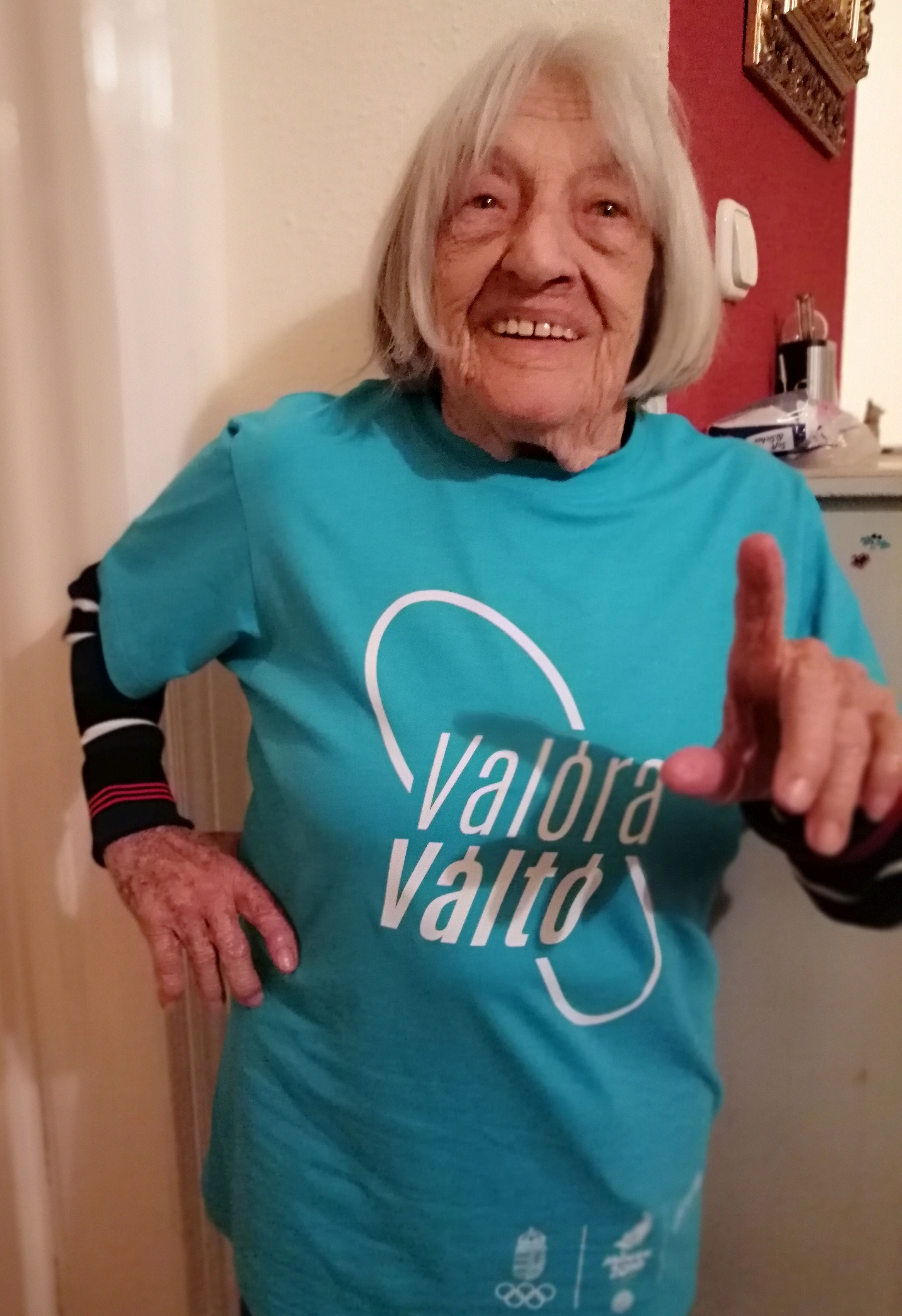
Ágnes Keleti († 2025)

- 2001: William P. Rogers, US-amerikanischer Politiker, Attorney General, Außenminister
- 2004: Mihai Ivăncescu, rumänischer Fußballspieler
- 2005: Arnold Denker, US-amerikanischer Schachspieler
- 2005: Frank Kelly Freas, US-amerikanischer SF- und Fantasy-Künstler
- 2005: Maclyn McCarty, US-amerikanischer Biochemiker und DNA-Forscher
- 2005: Edo Murtić, kroatischer Maler
- 2005: Charles Paul Wilp, deutscher Künstler, Fotograf und Kurzfilmregisseur
- 2006: Toni Hilti, Liechtensteiner Unternehmer, Mitbegründer von Hilcona
- 2007: Teddy Kollek, israelischer Politiker, Bürgermeister von Jerusalem
- 2007: Paek Nam-sun, nordkoreanischer Diplomat und Politiker, Außenminister
- 2007: Wiard Popkes, deutscher Theologe und Hochschullehrer
- 2008: George MacDonald Fraser, britischer Autor
- 2008: Moon Kim, US-amerikanische Rock-’n’-Roll-Sängerin
- 2008: Günter Schubert, deutscher Schauspieler
- 2008: O. G. Style, US-amerikanischer Rapper
- 2009: Inger Christensen, dänische Schriftstellerin
- 2009: Steven Gilborn, US-amerikanischer Schauspieler
- 2010: Alexandru Ionitza, rumänischer Opernsänger
- 2010: Hannie Pollmann-Zaal, niederländische Diplomatin
- 2011: Ernst Bruun Olsen, dänischer Schauspieler, Dramatiker, Hörspielautor und Regisseur
- 2011: Anne Francis, US-amerikanische Schauspielerin
- 2011: Pete Postlethwaite, britischer Schauspieler
- 2011: Richard Winters, US-amerikanischer Offizier
- 2012: Kristian Anderson, australischer Blogger und Videoeditor
- 2012: Ian Bargh, britisch-kanadischer Jazzpianist
- 2012: Ivan Calin, sowjetischer und moldawischer Politiker, Ministerpräsident
- 2014: Thomas Kurzhals, deutscher Komponist und Musiker
- 2014: Dirk Sager, deutscher Journalist
- 2015: Per-Olof Åstrand, schwedischer Physiologe und Sportwissenschaftler
- 2016: Michel Delpech, französischer Chansonnier
- 2016: Nimr an-Nimr, saudi-arabischer Geistlicher und Bürgerrechtler
- 2016: Wilfried Wessel, deutscher Kommunalpolitiker
- 2017: John Berger, britischer Schriftsteller und Kunstkritiker
- 2018: Thomas S. Monson, US-amerikanischer Geistlicher
- 2020: Veronika Fitz, deutsche Volksschauspielerin
- 2021: Burghard Deleroi, deutscher Fußballtorwart
- 2021: Paul Westphal, US-amerikanischer Basketballspieler und -trainer
- 2022: Gianni Celati, italienischer Schriftsteller und Übersetzer
- 2022: Richard Leakey, kenianischer Paläoanthropologe
- 2022: Wiktor Sanejew, sowjetischer Dreispringer
- 2023: Alain Acart, französischer Kanute
- 2023: Nikolaos Chatzigiakoumis, griechischer Ruderer
- 2023: Ken Block, US-amerikanischer Rallye- und Rallycrossfahrer
- 2024: Carmen Valero, spanische Leichtathletin
- 2025ː Ágnes Keleti, ungarisch-israelische Kunstturnerin, Trainerin und Olympiasiegerin
- 2025: Werner Leimgruber, Schweizer Fußballspieler
- 2025ː Noreen Riols, britische Schriftstellerin
- 2025: Thomas Schmögner, österreichischer Komponist und Organist

## Feier- und Gedenktage
- Kirchliche Gedenktage
  - Hl. Basilius der Große, Asket und Bischof, Kirchenlehrer und Schutzpatron (evangelisch, katholisch)
  - Hl. Gregor von Nazianz, Kirchenlehrer und Erzbischof von Konstantinopel (anglikanisch, katholisch)
  - Hl. Defendens, Märtyrer der Thebaischen Legion (katholisch)
  - Wilhelm Löhe, Pfarrer und Gründer der Diakonissenanstalt in Neuendettelsau (evangelisch)
- Namenstage
  - Dietmar, Gregor
- Brauchtum
  - Deutschland: Waldmännchentag
  - Schweiz: Berchtoldstag (in Gegenden mit alemannischer Bevölkerung)

Weitere Einträge enthält die Liste von Gedenk- und Aktionstagen.